# Olasz labdarúgó-válogatott
Az olasz labdarúgó-válogatott (röviden olasz válogatott) Olaszország nemzeti csapata, amelyet az Olasz labdarúgó-szövetség (olaszul: Federazione Italiana Giuoco Calcio) irányít. A csapat beceneve az Azzurri (azúrkékek) vagy a Squadra Azzurra (azúrkék csapat).
Történetük során négyszer hódították el a világbajnoki címet (1934, 1938, 1982, 2006), emellett kétszer szerepeltek még döntőben (1970, 1994), egyszer harmadik (1990) és egyszer negyedik (1978) helyezést értek el. Olaszország továbbá kétszer Európa-bajnoki címet (1968, 2020) szerzett, kétszer további döntőben (2000, 2012) is részt vettek, valamint egyszer Olimpia-bajnoki címet (1936) is ünnepelhettek.

## A válogatott története

### Az első két világbajnoki cím (1910–1938)

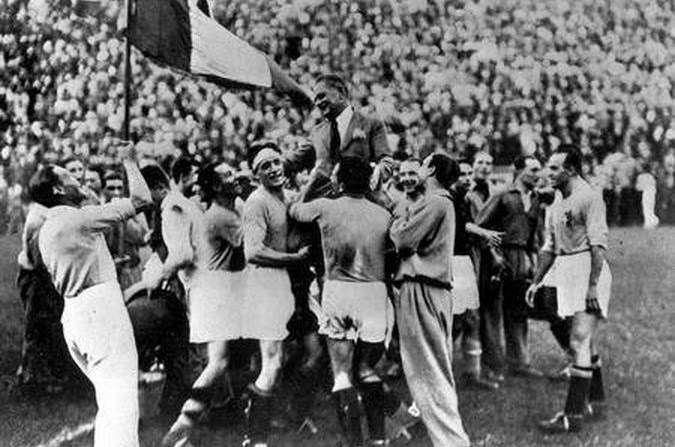
Az olasz válogatott tagjai első világbajnoki címüket ünneplik 1934-ben.

Az olasz válogatott első mérkőzését 1910. május 5-én játszotta Franciaország ellen, Milánóban. A találkozót 6–2-re az olaszok nyerték. A csapat legtöbb játékosa az akkori legjobb klubcsapatból, a Pro Vercelliből került ki. Az akkori játékosok: De Simoni (kapus), Varisco, Calì (mindketten védők), Trerè, Fossati, Capello (mindhárom középpályás), Debernardi, Rizzi, Cevenini, Lana, Boiocchi (csatárok).
Az első nemzetközi siker az 1928-as amszterdami nyári olimpián jött el. Az elődöntőben ugyan kikaptak a későbbi győztes uruguayiaktól, ám a bronzmérkőzést meggyőző 11–3-as fölénnyel megnyerték Egyiptom ellen.
Két évvel később rendezték meg az első labdarúgó-világbajnokságot. Az 1930-as vb-ről – melyet Uruguay rendezett – Olaszország több másik európai válogatotthoz hasonlóan visszautasította a szereplést. Az 1934-es torna rendezési jogát az olaszok kapták meg. Az első mérkőzésen az Észak- és Közép-amerikai térségből érkező Egyesült Államok ellen léptek pályára. A végeredmény 7–1 lett a házigazdák javára. A negyeddöntőben megismételt mérkőzésen sikerült csak legyőzniük Spanyolországot. A győztes találatot Giuseppe Meazza szerezte. Az elődöntőben Ausztriát is sikerül legyőzniük, így bejutottak a torna döntőjébe. A fináléban Csehszlovákia ellen sokáig 0–0 volt a mérkőzés állása, majd Antonín Puč 76. percben szerzett góljával a közép-európaiak szerezték meg a vezetést. Öt perccel később Raimundo Orsi kiegyenlített. A győzelem végül a hosszabbításban dőlt el Angelo Schiavio találatával az olaszok javára.

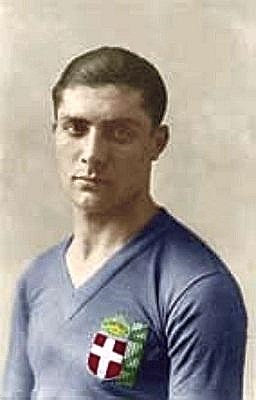
Giuseppe Meazza 1930 és 1939 között játszott az olasz válogatottban.

1936-ban az olasz válogatott részt vett a berlini olimpián. Az elődöntőig gólt sem kaptak (1–0 Egyesült Államok ellen, 8–0 Japán ellen), majd Norvégiát hosszabbítás után sikerült legyőzniük. A döntőben Ausztria ellen szintén a rájátszásban nyerték meg a mérkőzést, ezzel megszerezve az olimpiai bajnoki címet.
Az 1938-as világbajnokságon ismét szembekerültek a norvégokkal és megint a rendes játékidőn túl tudták csak megszerezni a győztes gólt. A negyeddöntőben a vártnál könnyebben győzték le a házigazda Franciaországot, majd az elődöntőben Brazíliát. A döntőben az addig magabiztosan játszó Magyarországgal kerültek szembe. A mérkőzést Párizsban játszották közel 60 ezer néző előtt. A találkozó egy gyors gólváltással kezdődött, Gino Colaussi 6. percbeli góljára a 8. percben válaszolt Titkos Pál. A 16. percben Piola volt eredményes, erre azonban a magyarok nem tudtak felelni, sőt a 35. percben Colaussi második góljával megduplázta az előnyt. 3–1-gyel vonultak félidőre a csapatok. A második félidőben a magyarok valamivel jobb játékot produkáltak, ennek eredményeként a 70. percben Sárosi György góljával feljöttek egy gólra. Több gólt azonban nem szereztek, az olaszok viszont igen: Piola duplája révén végül az olaszok 4–2-re nyertek. A győzelem azt jelentette, hogy Olaszország megvédte világbajnoki címét. Ez egyébként azóta is csak Brazíliának sikerült. Az együttesben ekkor olyan játékosok szerepeltek mint Giuseppe Meazza, Luis Monti, Giovanni Ferrari, Silvio Piola vagy Virginio Rosetta. Az edző Vittorio Pozzo volt, az egyetlen akinek kétszer is sikerült edzőként világbajnoki címet szereznie.

### A háború utáni időszak (1946–1966)
A II. világháború miatt elmaradt az 1942-es és az 1946-os világbajnokság. Az olasz válogatott a háború után meg sem tudta közelíteni azelőtti formáját. Ráadásul 1949-ben egy légi katasztrófában elhunyt 10 válogatott játékos. Az 1950-es brazíliai világbajnokságon a csoportból nem sikerült továbbjutni a Svédország ellen elszenvedett vereség után.
A Svájcban rendezett 1954-es világbajnokságon a csoportkör után búcsúzni kényszerültek: Anglia és Svájc mögött a 3. helyen végeztek. Az 1958-as világbajnokságra selejtezőiben csoportjuk második helyén végeztek, így nem vehetett részt a Svédországban rendezett tornán. A selejtezőcsoportban Észak-Írország előzte meg őket. Az 1962-világbajnokságra sikerült a kijutás, de a csoportkör ezúttal is a végállomásnak bizonyult. Az NSZK és a rendező Chile ellen nem sikerült nyerniük. Svájc ellen igen, de ez már kevés volt. Közben útjára indult az Európa-bajnokság is. Az 1964-es viadalon a legjobb 16 között a Szovjetunió válogatottja ütötte ki az olaszokat. Az 1966-os angliai vb örökké emlékezetes marad az olasz embereknek. Nem a győzelem miatt, hanem azért mert a válogatott vereséget szenvedett Észak-Koreától 1-0-ra. A torna előtt esélyesnek mondott olaszok ismét a csoportkör után utazhattak haza, miután a szovjetektől is kikaptak. Talán emiatt nagy változások kezdődtek az olasz labdarúgásban.

### Európa-bajnokok és vb döntő (1968–1976)
1938 után az Azzurriknak 1968-ban sikerült újra nagy tornát nyerni. Hazai pályán, Olaszországban rendezték az Európa-bajnoki négyes döntőt. Az elődöntőt Olaszország Szovjetunió ellen játszotta. A rendes játékidőben és a hosszabbításban sem született gól, így a szabályok sajátosságainak köszönhetően pénzfeldobás döntött a továbbjutásról. A szerencse a hazaiaknak kedvezett, így készülhettek a Jugoszlávia elleni döntőre. Itt is döntetlen lett a végeredmény a hosszabbítás után, ezúttal 1-1. Mivel nem akarták még egyszer a vakszerencsére bízni a döntést, a döntőt újrajátszották két nappal később. Az újrajátszott mérkőzésen 2-0-ra az olaszok diadalmaskodtak, Luigi Riva és Pietro Anastasi góljaival.

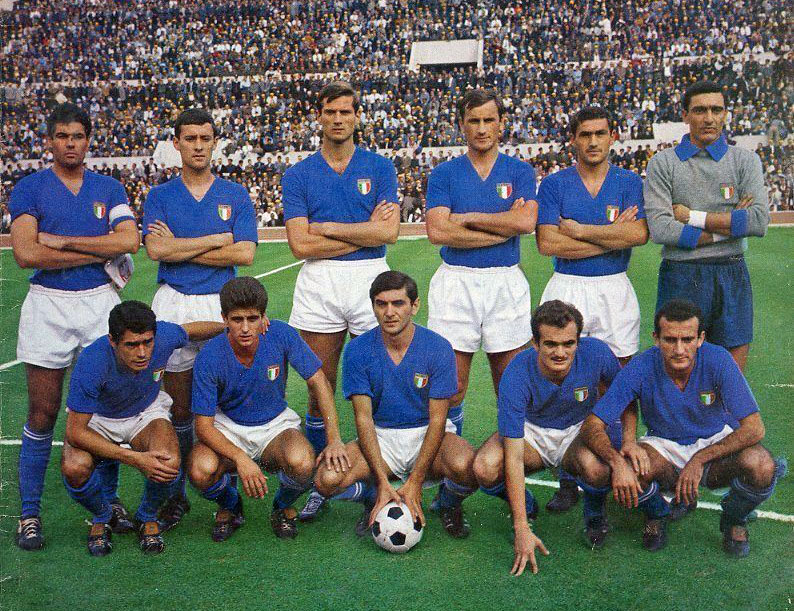
Olaszország válogatottja 1965-ben

Két évvel később, 1970-ben Mexikóban került sor a 9. labdarúgó-világbajnokságra. Az olaszok Európa-bajnokként utaztak el a vb-re. A csoportkörben megint gyengébben szerepeltek: mindössze 1 gólt sikerült szerezniük a 3 mérkőzés alatt, igaz az győzelmet ért Svédország ellen. Uruguay és Izrael ellen is 0-0-s döntetlent játszottak és a körbeveréseknek köszönhetően Olaszország csoportelsőként jutott tovább. A legjobb nyolc között a házigazda Mexikó volt az ellenfél. Az olaszok meglepően jól játszottak, és 4-1-re legyőzték ellenfelüket, Riva és Rivera góljaival. Az elődöntőben Nyugat-Németországgal kerültek össze. Ez a meccs az évszázad legizgalmasabb mérkőzéseként vonult be a történelemkönyvekbe. Hamar, a 8. percben Roberto Boninsegna góljával vezetést szereztek az olaszok. A németek sokáig gól képtelenek voltak, a 92. percben, az utolsó pillanatban azonban egy bedobás után Karl-Heinz Schnellingernek sikerült betalálnia. Jöhetett a hosszabbítás. A német bombázó Gerd Müller már a 94. percben betalált, megfordítva a mérkőzés állását. Az olaszok nem adták fel, Tarcisio Burgnich 4 perc múlva egalizált, Riva góljával a 104. percben olaszok visszavették a vezetést, Müller azonban 6 perc múlva újabb gólt lőtt: a 110. percben 3-3 volt az állás. Az olaszoknak nem kellett 1 perc a válaszhoz: Gianni Rivera lapos lövése utat talált Sepp Maier kapujába. Több gól már nem született: Olaszország a döntőbe jutott, ahol a nagyon erős Brazília várta őket ott. 107 000 néző volt kíváncsi arra, hogy eldőljön ki viszi haza a Jules Rimet-kupát. Az a csapat, ugyanis amelyik háromszor elnyerte, az hazavihette örökre. Olaszország és Brazília ekkor egyaránt kétszeres győztesek voltak. A mérkőzést a mexikóvárosi Azték Stadionban rendezték. Brazília Pelé felhőfejesével vezetést szerzett a 18. percben. Bonisegna-nak egy szerencsés góllal sikerült egyenlítenie a 37. percben. A második félidőben azonban a brazilok jó teljesítményt nyújtottak, amivel az olaszok sem tudtak mit kezdeni. Gérson és Jairzinho 5 perc alatt lőttek 2 gólt, ezzel gyakorlatilag eldőlt a mérkőzés. Négy perccel a vége előtt Carlos Alberto egy bombagóllal állította be a 4-1-es végeredményt, így Brazília vihette haza a kupát végleg. Az olaszoknak nem volt okuk a kesergésre, hiszen a világ egyik legjobb csapatától kaptak ki.
A nagyszerű olasz játékosok ezen generációja, mint Riva, Anastasi, Rivera, Fachetti, Mazzola, az ezt követő években nem tudták a világbajnokságon látott formájukat hozni. Az 1972-es Európa-bajnokságon nem tudták elérni a négyes döntőt. 1973-ban barátságos meccseken nagy sikerek születtek: Brazíliát egyszer, Angliát kétszer győzték le, ebből egyszer idegenben, Londonban. Ezen eredmények tükrében meglepetés volt, hogy az 1974-es NSZK-ban rendezett világbajnokságon ismét már az csoportkörben kiestek. A Lengyelország elleni vereség pecsételte meg az olaszok sorsát. Az 1976-os Európa-bajnokság selejtezői során is hamar búcsúzni kényszerültek.

### A harmadik világbajnoki győzelem (1982)
Az 1978-as világbajnokságot Argentína rendezte. Ezen a tornán tűnt fel a olasz játékosok új generációja, Paolo Rossi nevével fémjelezve. A csoport, ahová az olaszok kerültek erős volt: a házigazda Argentína, Franciaország, és Magyarország társaságában. Olaszország jó teljesítményt nyújtott a csoportkör alatt, megverték a későbbi világbajnok Argentínát is és így 100%-os teljesítménnyel jutottak be a középdöntőbe. Itt Ausztria, Hollandia, és az NSZK voltak az ellenfelek. Nem sikerült bejutni a döntőbe, miután Hollandiától 2-1-es vereséget szenvedtek, viszont a bronzéremért megmérkőzhettek a brazilokkal. Nem sikerült visszavágni 1970-es világbajnoki döntőért, így ismét Brazília nyert és ők lettek a bronzérmesek.
Az olaszok ezután 1980-ban megrendezhették az első Európa-bajnokságot, melyen nyolc csapat vett részt. A döntőbe nem sikerült bejutni, igaz csak kevesebb rúgott gól miatt. A belgák 3-at lőttek, az olaszok csak 1-et. Az győzelmet ért Anglia ellen. A bronzmeccsen megint vereség lett a vége, Csehszlovákia ellen tizenegyesekkel maradtak alul, 9-8 arányban.
Következett az 1982-es világbajnokság. A válogatott nagy nyomás alatt volt, mert ebben az évben volt a fekete-totó botrány, amiben több játékos is benne volt. Így utaztak el Spanyolországba, az első 24 csapatos vb-re. A csoportkörben megint nehezen ment a játék, csak nyögvenyelősen jutottak tovább Lengyelország mögött. Például Kamerun ellen csak 1-1-et játszottak. A középdöntőben így kerültek a halálcsoportba, Argentína és Brazília mellé. Itt valamilyen okból az olaszok teljesen megtáltosodtak. A Diego Maradonával felálló Argentínát sikerült legyőzniük 2-1-re, majd a továbbjutásról a Zico vezette Brazília elleni meccs döntött. Az olaszokat fűtötte a bosszúvágy. Az addig halovány Paolo Rossi mesterhármasával 3-2-re Olaszország nyert. Az elődöntőben Lengyelország volt az ellenfél. Rossi ismét két gólt szerzett. A végeredmény 2-0 lett, így készülhettek az NSZK elleni döntőre. A döntő Madridban volt a Santiago Bernabeu Stadionban, 90000 néző előtt. Az első félidőben nem esett gól, de az olaszok kihagytak egy 11-est, Antonio Cabrini révén.

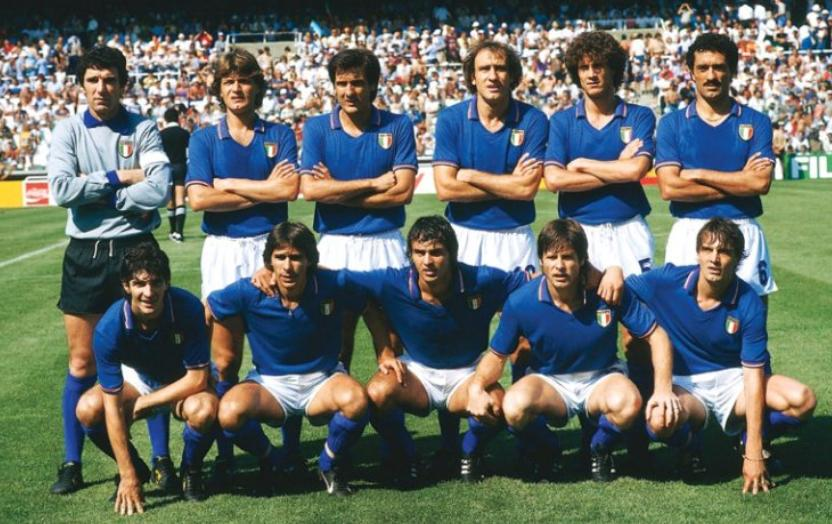
Az Argentína elleni mérkőzés kezdőcsapata az 1982-es labdarúgó-világbajnokság középdöntőjében.

A második játékrészben, az 57. percben egy gyorsan elvégzett szabadrúgás után Rossi fejelt egy gólt, mialatt a németek még reklamáltak a játékvezetőnél. Rossi ezzel gólkirály lett. 12 perc múlva, Marco Tardelli lövése is a kapuban kötött ki, 2-0. Tardelli gólörömének képei bejárták a világot. Az olaszok nem álltak le, 10 perccel a vége előtt a csereként beállt Altobelli megszerezte csapata 3. gólját, ezzel pedig eldőlt a mérkőzés. A németek Paul Breitner révén még megszerezték a becsületgóljukat, de ez csak szépségtapasznak bizonyult. Olaszország világbajnok lett harmadszor, 1934 és 1938 után. A 40 éves csapatkapitány, a kapus Dino Zoff boldogan emelte fel a kupát, így ő lett a legidősebb labdarúgó, aki világbajnokságot nyert.

### Világbajnoki és Európa-bajnoki ezüstérmek (1984–2004)
Az 1982-es sikert követő 24 évben az olasz válogatott a világ élvonalába tartozott, de tornát nem sikerült nyerniük. Meglepetésre nem sikerült kijutniuk az 1984-es Eb-re. A selejtezőcsoportban csak a 4. helyen végeztek, Románia, Svédország és Csehszlovákia mögött. Az 1986-os, mexikói világbajnokságon címvédőként a nyolcaddöntőben búcsúztak Franciaország ellen. 1988-as Európa-bajnokságon bejutottak az elődöntőbe, de ott 2-0-ra kikaptak a szovjetektől. Ebben az évben, az olimpián hatalmas kudarcként az olasz válogatott 4–0-s vereséget szenvedett Zambiától.
1990-ben Olaszország rendezte a 14. labdarúgó-világbajnokságot. Ekkorra már olyan klasszisok játszottak a csapatban, mint Salvatore Schillaci, és a fiatal Roberto Baggio. A csoportkör ezúttal nem jelentett akadályt, magabiztosan, 3 győzelemmel jutottak tovább az olaszok. Ausztriát és az Egyesült Államokat 1–0-ra, és Csehszlovákiát 2–0-ra verve. A nyolcaddöntőben Uruguayt 2-0-ra győzték le, a negyeddöntőben pedig Írország ellen 1-0-ra sikerült nyerniük, Schilacci góljával. Öt mérkőzés alatt az olaszok egyetlen gólt sem kaptak. Az elődöntőben a címvédő Argentína következett. Schilacci vezető góljára Claudio Caniggia válaszolt. Az 1-1-es rendes játékidőt és hosszabbítást követően tizenegyesrúgások döntöttek. Itt az olaszok kétszer is hibáztak, az argentinok egyszer sem, így Olaszország nem jutott be a döntőbe. A bronzmérkőzésen Anglia ellen volt lehetőség a javításra, amivel ezúttal élni tudtak. 2-1-re nyertek, a gólszerzők Baggio és Schilacci voltak, angol részről pedig David Platt. Schilacci 6 góljával gólkirály lett. Ezek után meglepetésre nem sikerült kvalifikálniuk magukat az 1992-es kontinenstornára. Az 1994-es Egyesült Államokbeli világbajnokságra azonban igen. Az olaszok nagyon lassan lendültek bele, de végül sikerült elérniük a döntőt. Az első meccset elvesztették Írország ellen. Ez volt az egyetlen mérkőzés 1990 és 1998 között, amikor Olaszország vereséget szenvedett vb meccsen. A csoportban hatalmas körbeverés volt, Mexikó, Írország, Olaszország és Norvégia egyaránt egyszer nyertek, vesztettek, és döntetlent játszottak, így mindannyiuknak 4 pontjuk volt. A gólarányok is ugyanolyanok voltak. Végül a több lőtt gól rangsorolt, így Mexikó lett a csoportelső, Írország a második, Olaszország pedig harmadikként jutott be a legjobb 16 közé. Itt Nigéria várt rájuk. Sokáig az afrikai csapat vezetett, de Roberto Baggio a végén egyenlített, majd a hosszabbításban is szerzett egy gólt. A negyeddöntőben Spanyolország volt az ellenfél, itt is az utolsó percekben született meg a győztes találat Baggio révén. Az elődöntő simább volt. Bulgária ellen 2-0, Baggio két góljával. A döntőt Los Angelesben, a Rose Bowl stadionban rendezték. A mérkőzést a magyar Puhl Sándor vezette. A rendes játékidőben és a hosszabbításban sem született gól, így a tizenegyesek döntötték el a világbajnoki cím sorsát. Itt az olaszok ismét alulmaradtak. Baggio kihagyott büntetőjét máig sokan emlegetik. Brazília négyszeres világbajnok lett.
1996-ban ismét kudarc volt az Eb. A csoportban kikaptak a csehektől, így kiestek. 1998-ban a franciaországi világbajnokságon ismét a tizenegyespárbaj jelentette a végállomást, ezúttal a házigazda franciák ellen, a negyeddöntőben. Ekkor már Vieri és Del Piero voltak a válogatott meghatározó játékosai.

Alessandro Del Piero és Francesco Totti a 2000-es Európa-bajnokságon.

A 2000-es Európa-bajnokságon nagyon közel voltak a győzelemhez. Egészen pontosan 1 percre. A döntőig magabiztosan meneteltek, még 11-es párbajt is nyertek a házigazda Hollandia ellen az elődöntőben. A döntőt Franciaország ellen játszották. Marco Delvecchio az 55. percben vezetést szerzett, és úgy tűnt ez az előny kitart a végéig. Anders Frisk, a svéd játékvezető 4 percet hosszabbított. Már minden olasz ott toporgott a partvonal mellett, várva a végső sípszót. Ekkor azonban bekövetkezett a tragédia. Sylvain Wiltord lapos lövése becsúszott Francesco Toldo keze alatt. 1–1, jöhetett a hosszabbítás. Az olaszok összezuhantak, erre nem számítottak. Nem is lehetett felrázni már őket. A hosszabbításban pedig Pirès beadására érkezett David Trezeguet, és egy hatalmas bombagólt ragasztott Toldo kapujába. Ez a találat aranygólnak számított, ezért véget is ért a döntő, Franciaország lett az Európa-bajnok. Az egész csizmaország csalódott volt, sokan Dino Zoff-ot, a szövetségi kapitányt hibáztatták. A 2002-es labdarúgó-világbajnokságon ismét egy aranygól okozta az olasz válogatott kiesését. Ezúttal a házigazda Dél-Korea ellen. Már a csoportkörből a továbbjutás is csak sok nehézség árán lett meg, például Horvátország ellen is vereséget szenvedtek. A Korea elleni meccset egy ecuadori játékvezető Byron Moreno vezette, aki kiállította Francesco Tottit a hosszabbításban. Sokan azt mondják, hogy emiatt estek ki az olaszok, de nagyban hozzájárult An Dzsonghvan aranygólja is.
A 2004-es Európa-bajnokságra szintén favoritként érkezett Portugáliába az azúrkék válogatott. Azonban keserves csalódás lett belőle ismét. Kezdésként Dánia ellen egy 0–0-s, majd Svédország ellen egy 1–1-es döntetlen született. A két skandináv ország közben megverték Bulgáriát, így az utolsó fordulóban, egy megfelelő arányú döntetlennel ki is eshettek az olaszok, akik hiába verik meg Bulgáriát. Ez be is következett, mivel a Dánia-Svédország mérkőzés 2–2-vel ért véget. A olaszok tehát hiába győzték le 2–1-re Bulgáriát a rosszabb gólkülönbség miatt kiestek. Mindenki bundával vádolta a dánokat és a svédeket, de végül elmúlt a felháborodás. Ezután viszont kezdetét vette egy újabb sikertörténet.

### 2006-os világbajnokság
A 18. Labdarúgó-világbajnokságot Németország rendezte. Olaszországot nem sorolták az esélyesek közé. Ennek okai a viszonylag döcögős továbbjutás a selejtezőcsoportból, illetve a Serie A-ban 2006 tavaszán kirobbant bundabotrány voltak. Szinte mindenki Brazíliát kiáltotta ki világbajnoknak a torna előtt. Olaszország az E csoportban kapott helyet, Ghána, Csehország, és az Egyesült Államok mellett. Az első mérkőzésre Hannoverben került sor, Ghána ellen. Andrea Pirlo és Vincenzo Iaquinta góljaival 2-0-ra győztek az olaszok. A következő mérkőzés az amerikaiak ellen volt, Kaiserslauternben. A durvaságoktól sem mentes mérkőzésen 1 olaszt, és 2 amerikait is kiállított a játékvezető, a vége 1-1 lett. De Rossi 4 meccses eltiltást kapott, McBride lekönyökléséért. Tehát legközelebb csak a döntőben játszhatott. A csoport utolsó fordulója előtt még mind a 4 csapatnak volt esélye a továbbjutásra. Olaszország 2-0-ra legyőzte Csehországot, Materazzi és Filippo Inzaghi találataival. Ghána közben megverte az USA-t, így ők jutottak tovább. Olaszország csoportelsőként várhatta a következő kört, ahol Ausztrália volt az ellenfél. A két csapat sokáig nem bírt egymással, már mindenki a hosszabbításra készült, amikor Grosso kiharcolt egy tizenegyest. Francesco Totti higgadtan értékesítette, a nyolc közé lőve csapatát. A negyeddöntőben, Hamburgban a meglepetésként idáig eljutó Ukrajna várt rájuk. A meccs simább lett mint sokan gondolták, 3-0-ra nyertek az olaszok, Zambrotta bombagóljával, illetve az aranycipős Toni 2 góljával. 1994 után ismét a legjobb négy között volt Olaszország. Itt a házigazda, régi nagy ellenfél Németországgal kellett megmérkőzni a döntőbe jutásért. A Dortmundban rendezett elődöntőn 117 percig nem esett gól. Ekkor azonban érkezett Fabio Grosso, és Pirlo passzát kapásból a német kapuba bombázta. Gólöröme nagyon hasonló volt Tardelli 82-es gólöröméhez. Ezután a németek kitámadtak, de az olaszok kontratámadásból ismét eredményesek voltak, Del Piero lőtt gólt, eldöntve a mérkőzést. A másik elődöntőben Franciaország 1-0-ra legyőzte Portugáliát, így ők készülhettek a döntőre.

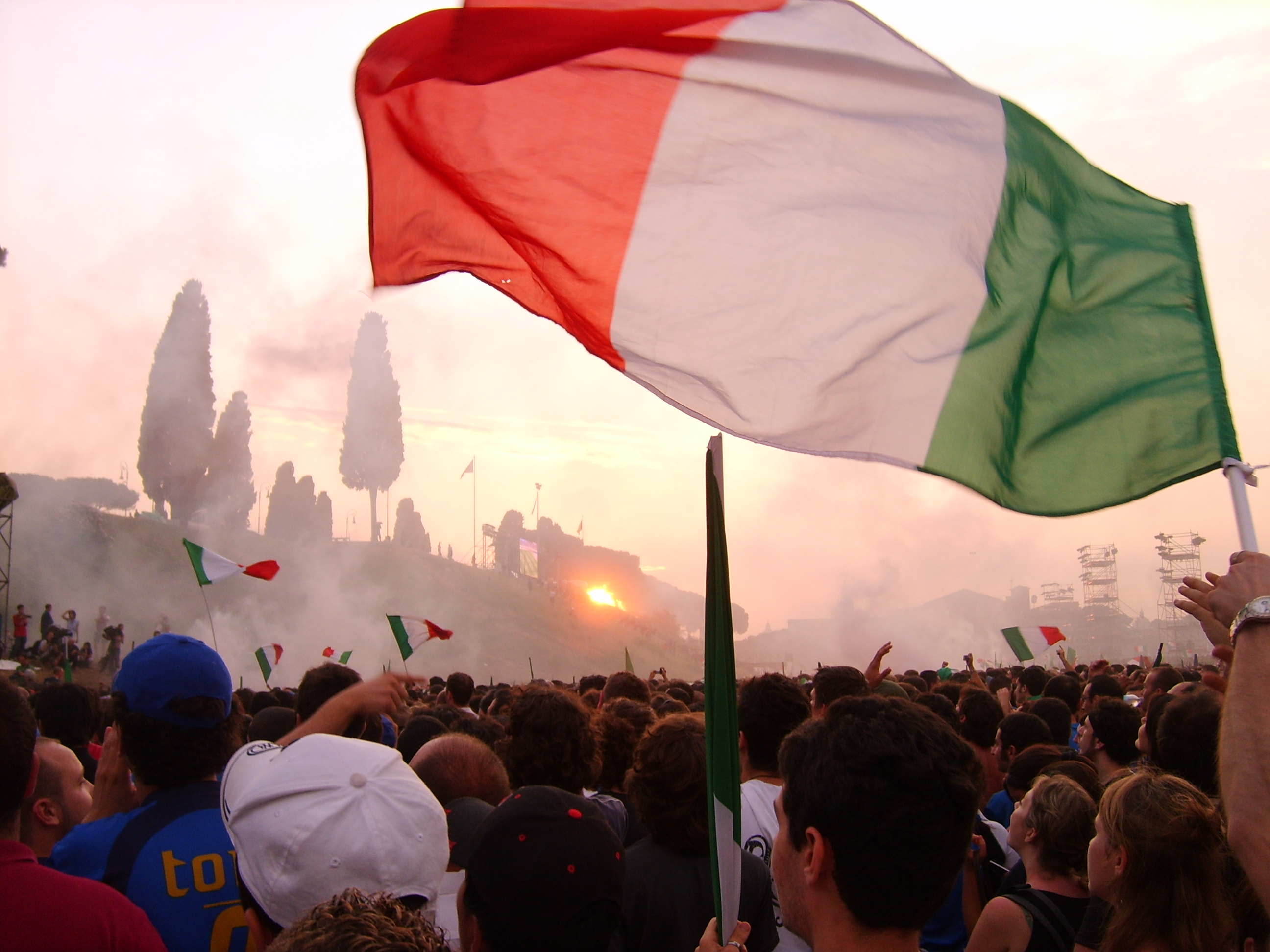
Ünneplő tömeg a Circus Maximus-ban, Rómában 2006. július 9-én.

A döntőt 2006. július 9-én rendezték Berlinben, az Olimpiai Stadionban, 80 000 néző előtt. A meccs elején hideg zuhany érte az olaszokat. A játékvezető büntetőt ítélt a franciák javára. A labdát Zinédine Zidane pimaszul a felső kapufára lőtte, ahonnan az a gólvonal mögé pattant, ezzel a 7. percben 1-0-ra vezettek a franciák. Az olaszokat nem törte le a gól, magasabb fokozatba kapcsoltak, aminek a 19. percben meglett az eredménye. Pirlo szögletét követően Marco Materazzi bebólintotta az egyenlítő gólt. Innentől kezdve nem esett több gól, a 90 perc leteltével következett a hosszabbítás, aranygólszabály nélkül. A 110. percben Zidane lefejelte Materazzit, amiért piros lapot kapott. Ez szinte meg is pecsételte a franciák sorsát. A hosszabbítást követően jöhettek a büntetők. Az első 3 pár nem rontott. Ekkor jött David Trezeguet. Ő a kapufára vágta tizenegyesét. Az olaszok nem rontottak egyet sem, így Grosso sorsdöntő büntetőjét követően negyedszer is világbajnoki címet ünnepelhettek. Fabio Cannavaro csapatkapitányként Dino Zoff után ismét felemelhette a kupát. Minden olasz örömmámorban úszott. Sokak szerint ha nincs a bundabotrány, az olaszok nem nyertek volna. Ezzel már csak egy győzelemre vannak a brazilok rekordjától. A világbajnokság legjobb teljesítményt nyújtó olasz játékosai: Gianluigi Buffon, Fabio Cannavaro, Marco Materazzi, Andrea Pirlo, Francesco Totti Alessandro Del Piero, Luca Toni és Fabio Grosso voltak.

### A vb után (2006–2010)
A diadalmas világbajnokság után a szövetségi kapitány Marcello Lippi lemondott posztjáról. Helyére Roberto Donadonit nevezték ki. A 2008-as Eb selejtezőjében ismét összekerültek a franciákkal. Az első mérkőzésükön Párizsban kikaptak 3-1-re, két hónappal a vb után. A visszavágó 0-0 lett. A csoportban volt még Ukrajna és Skócia is, akik megnehezítették a vb döntősök dolgát, de végül Olaszország csoportgyőztesként jutott ki az osztrák-svájci közös rendezésű Európa-bajnokságra. Itt sikerült bekerülni a „halálcsoportba”, a már jól ismert Franciaország, Hollandia és Románia mellé. Az első meccsen Hollandia leiskolázta az olasz válogatottat, simán nyertek 3–0-ra. A remény életben tartásához nyerni kellett volna Románia ellen. Nem sikerült, 1–1-es döntetlen lett a vége. Adrian Mutu gólját a 35 éves Christian Panucci egyenlítette ki egy perccel később. A hajrában Buffon megfogta Mutu büntetőjét, ezzel a kieséstől megmentve Olaszországot. A franciák ellen mindenképp nyerni kellett, és szurkolni, hogy Hollandia verje meg Romániát. Sikerült mindkettő. A franciákat De Rossi és Pirlo góljaival győzték le 2–0-ra, a hollandok ugyanilyen arányban múlták felül Romániát. A negyeddöntőben a dél-európai ellenfél, Spanyolország következett. 120 percig 0-0 volt az állás, ismét jöhettek a tizenegyesrúgások. Buffon hiába védett ki egy büntetőt, De Rossi és Antonio Di Natale is kihagyta a sajátját, így Olaszország búcsúzott. Az Eb-t később Spanyolország nyerte meg. A torna után Donadonit menesztették állásából, és visszahívták Marcello Lippit, aki örömmel vállalta el ismét a munkát.

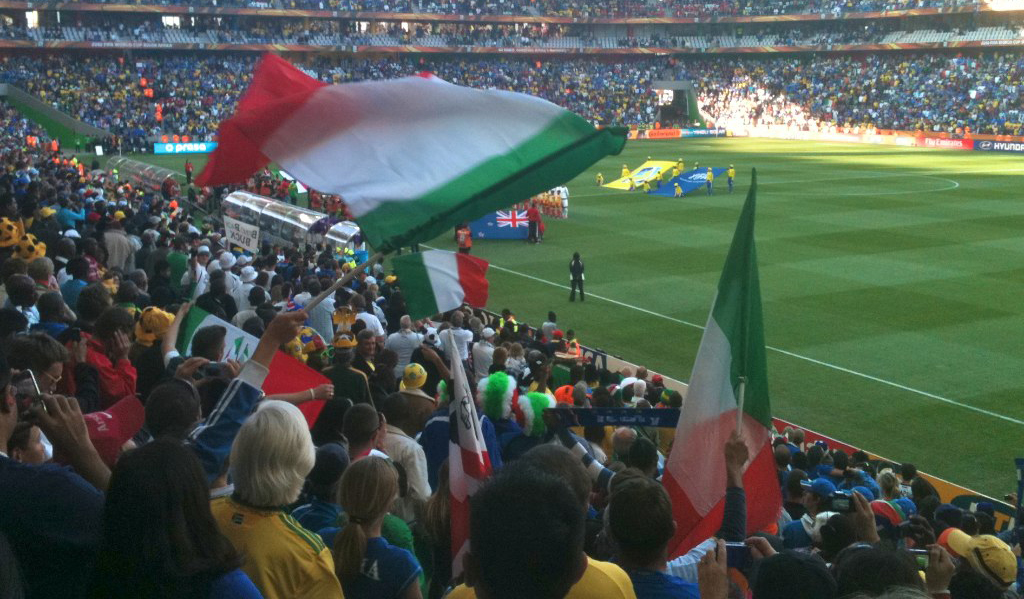
Olasz szurkolók egy csoportja az Új-Zéland elleni világbajnoki csoportmeccs kezdete előtt 2010. június 20-án.

Világbajnoki címvédőként Olaszország résztvevője volt a 2009-es konföderációs kupának, amit Dél-Afrikában rendeztek 2009 júniusában. A nyitó mérkőzésüket 3–1 arányban megnyerték az Egyesült államok ellen, majd 1–0-ra kikaptak Egyiptomtól. A csoport zárómérkőzésén 3–0-s vereséget szenvedtek Brazíliától, így a csoport harmadik helyén végezve kiestek. 2009 októberében kiharcolták a világbajnoki részvételt jelentő helyüket a 2010-es labdarúgó-világbajnokságra, miután 2–2-es döntetlent játszottak Írországgal. A világbajnoki csoportok sorsolásánál 2009. december 4-én, Olaszország az F csoportba került, Paraguay, Szlovákia és Új-Zéland társaságában.
A csoportkör végén Olaszország nagy meglepetésre 4. helyen zárt ebben a nem túl acélos csoportban és világbajnoki címvédőként szégyenszemre búcsúzni kényszerült. Az első mérkőzésen 1–1-et játszottak Paraguayjal, majd Új-Zéland ellen szintén 1–1-re végeztek. Az utolsó összecsapásukon 3–2-re kikaptak a szlovákoktól és kiestek. A csoportkörben mutatott teljesítményük sokkolta a világ labdarúgó társadalmát, mivel az olaszokkal még soha nem fordult elő, hogy ne nyertek volna legalább egy meccset a világbajnokságon. Marcelo Lippi a kudarc után magára vállalt minden felelősséget.

### Cesare Prandelli időszaka (2010–2014)

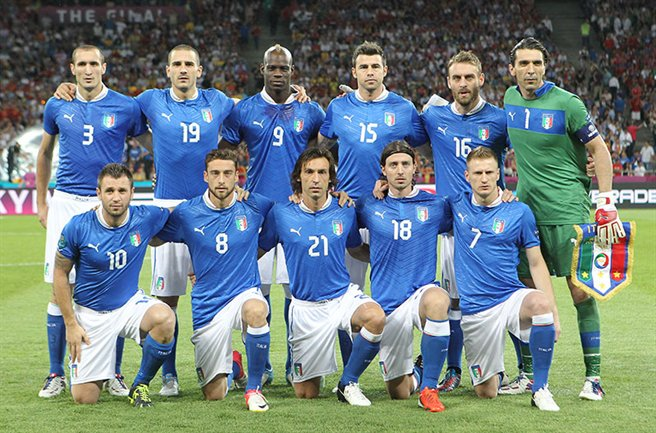
Olaszország kezdőcsapata a 2012-es Eb döntője előtt a kijevi Olimpiai Stadionban, 2012 július 1-jén.

A világbajnokság után Marcello Lippinek távoznia kellett és helyére a Fiorentina korábbi edzőjét Cesare Prandellit nevezték ki. Bemutatkozó mérkőzése nem sikerült túl jóra, miután Elefántcsontparttól 1–0-s vereséget szenvedtek az olaszok egy barátságos mérkőzésen. A 2012-es Eb selejtezőiben aztán egyre jobb formába lendült a squadra azzurra. Észtország ellen 1–0-s hátrányból sikerült fordítaniuk, majd a Feröer-szigeteket verték 5–0-ra. Ezt követte az Észak-Írország elleni 0–0-s mérkőzés. Következett a Szerbia elleni genovai mérkőzés, de a vendég szerb szurkolók botrányos viselkedése következtében botrányba fulladt. Az UEFA később a mérkőzés 3 pontját 3–0-s végeredménnyel a vétlen olaszok javára ítélte oda. Olaszország a sorozat végén a selejtezőcsoportot megnyerve kijutott az Európa-bajnokságra, ahol a C csoportba került az Európa és világbajnoki címvédő Spanyolországgal, Horvátországgal és Írországgal. A spanyolok és a horvátok ellen 1–1-es döntetlent játszottak. Írországot legyőzték 2–0-ra és a csoport második helyén jutottak tovább. A negyeddöntőben a D csoport győztes Anglia várt rájuk. A rendes játékidő és a hosszabbításban nem született gól, aminek értelmében büntetőkkel dőlt el a továbbjutás sorsa. Ebben az olaszok bizonyultak jobbnak 4–2 arányban. Az elődöntőben az esélyesebbnek kikiáltott Németországot Mario Balotelli két góljával 2–1-re legyőzték és a döntőbe jutottak. A fináléban ismét a spanyolokkal találkoztak. A találkozó elején Giorgio Chiellini lesérült és cserét kért, ráadásul tovább nehezítette Cesare Prendelli dolgát, hogy a második félidő elejére már kihasználta mindhárom cserelehetőségét. A 60. percben a 3 perccel korábban beállt Thiago Motta szintén megsérült és mivel az olasz csapatnak nem volt több cserelehetősége, ezért a maradék 30 percet emberhátrányban játszották le. Mindezek közrejátszottak abban, hogy nem tudták megismételni a csoportmérkőzésen nyújtott teljesítményüket a spanyolok ellen és sima 4–0-s vereséget szenvedtek.
Spanyolország világbajnoki címvédőként már korábban indulási jogot szerzett a 2013-as konföderációs kupára, így Olaszország Eb-döntősként vehetett részt a tornán, ahol a házigazda Brazíliával, Japánnal és Mexikóval kerültek egy csoportba. Mexikó 2–1-s és Japán 4–3-s legyőzése után Brazília ellen 4–2-s vereséget szenvedtek. Az elődöntőben Spanyolországgal találkoztak. A találkozón a rendes játékidő és a hosszabbítás után sem születettet gól. Következtek a büntetők, melyet a spanyolok nyertek 7–6-ra. Olaszország végül megszerezte a harmadik helyet, miután Uruguayt 2–2-s döntetlent követően, tizenegyesekkel győzték le 5–4-re.
A 2014-es világbajnokság selejtezőiben Dánia, Csehország, Bulgária, Örményország és Málta társaságában a B csoportba kerültek. A 10 selejtezőből hatot megnyertek, négyen pedig döntetlenre hoztak, így veretlenül csoportgyőztesként jutottak ki a világbajnokságra. A D csoportba kerültek a sorsolás után Costa Rica, Anglia és Uruguay mellé. Első mérkőzésükön Angliát Claudio Marchisio és Mario Balotelli góljaival verték 2–1-re. Ezt követően Costa Rica ellen meglepetésre 1–0-s vereséget szenvedtek. Utolsó csoportmérkőzésükön Uruguayjal találkoztak. Az olaszoknak mindenképpen győzniük kellett volna a továbbjutáshoz, de az esélyeik tovább csökkentek, amikor a mérkőzés 59. percében Claudio Marchisio a kiállítás sorsára jutott. A 81. percben ezt ki is használta Uruguay és Diego Godín révén megszereztek vezetést. További gól már nem esett, így Olaszország már a csoportkör után búcsúzni kényszerült.

### 2016-os Európa-bajnokság
A világbajnokság után Cesare Prendellit a korábbi válogatott labdarúgó és Juventus edző Antonio Conte váltotta a kapitányi poszton. Bemutatkozó mérkőzésén 2–0-ra legyőzték Hollandiát. Irányításával a 2016-os Európa-bajnokság selejtezőinek H csoportját 24 ponttal megnyerték és kijutottak az Európa-bajnokságra. Az Eb-n Belgium, Írország és Svédország társaságában az E csoportba kerültek. Belgium ellen kezdtek és 2–0-s győzelmet arattak. Második mérkőzésükön Svédországot Éder góljával 1–0-ra verték, így már két kör után eldőlt, hogy továbbjutottak a nyolcaddöntőbe. Az utolsó találkozójukon Írország ellen az 1–0-s vereség is belefért. A nyolcaddöntőben a Spanyolországot kapták ellenfélnek. Giorgio Chiellini és Graziano Pellè találataival 2–0-ra legyőzték a kétszeres címvédőt. A negyeddöntőben egy másik címvédő, ezúttal a világbajnok Németország várt az olaszokra. A párharc 1–1-s döntetlennel zárult; Mesut Özil révén a németek szereztek vezetést a 65. percben, amit Leonardo Bonucci tizenegyesből egyenlített ki a 79. percben. A büntetőpárbajban 6–5 arányban alulmaradtak az olaszok. Ez volt az első alkalom, hogy Németország egy rangos tornán kiejtette Olaszországot.

### A 2018-as világbajnoki kvalifikáció elmulasztása
Az Európa-bajnokságot követően Conte helyét Gian Piero Ventura vette át a kispadon. Első mérkőzése a válogatott élén egy Franciaország elleni felkészülési mérkőzés volt, amelyet a gallok nyertek meg 3–1-re. Négy nappal később Olaszország már világbajnoki selejtezőn Izraelt győzte le ugyanilyen arányban.
Az olaszok a 2018-as világbajnoki selejtezők során csoportjukban a spanyolok mögött a második helyet szerezték meg, így pótselejtezőre kényszerültek Svédország ellen. Az első találkozót 2017. november 10-én 1–0-ra a svédek nyerték, és mivel a visszavágó 0–0-s döntetlennel ért véget, az olasz válogatott 1958 óta először nem jutott ki a világbajnokságra. A mérkőzést követően több rutinos játékos, így a 175 válogatott mérkőzésével csúcstartó Gianluigi Buffon, Giorgio Chiellini, Andrea Barzagli és Daniele De Rossi lemondta a válogatottságot. A sikertelen kvalifikációt követően Venturát menesztették posztjáról, 2017. november 20-án pedig Carlo Tavecchio, az Olasz labdarúgó-szövetség elnöke is távozott posztjáról.

### 2018–: Újjászületés Mancinivel
2018. február 5-én ideiglenes jelleggel az addig az U21-es csapatnál tevékenykedő Luigi Di Biagio lett a válogatott edzője. 2018. március 17-én annak ellenére, hogy korábban Buffon és Chiellini is bejelentették visszavonulásukat a nemzeti csapattól, Di Biagio mindkettőjüknek meghívót küldött a hónapban játszandó két felkészülési mérkőzésre. Argentína és Anglia ellen egy vereség és egy döntetlen volt Olaszország mérlege, amely az áprilisi FIFA-világranglistán egészen a 20. helyig esett vissza. 2018. május 14-én Roberto Mancinit nevezték ki szövetségi kapitánynak. 2018. május 28-án Olaszország Szaúd-Arábiát győzte le első mérkőzésén 2–1 arányban. 2018. augusztus 16-án az olaszok a 21. helyre estek vissza a FIFA-világranglistán, ez negatív csúcs az ország labdarúgásának történetében.
Mancini irányításával az olaszok egyre jobb eredményeket ért el, az egykori válogatott játékos több fiatal tehetséget is beépített a csapatba. 2019. október 12-én Olaszország három mérkőzéssel a 2020-as Euirópa-bajnokság selejtezőinek befejezése előtt kvalifikálta magát a kontinenstornára, miután hazai pályán 2–0-ra legyőzte Görögországot.  Az olaszok végül 100 %-os teljesítménnyel, tíz győzelemmel zárták a selejtezőket. Erre korábban csak Franciaország (1992 és 2004), Csehország (2000), Németország, Spanyolország (2012), Anglia (2016) és ugyanebben a selejtezősorozatban Belgium volt képes.

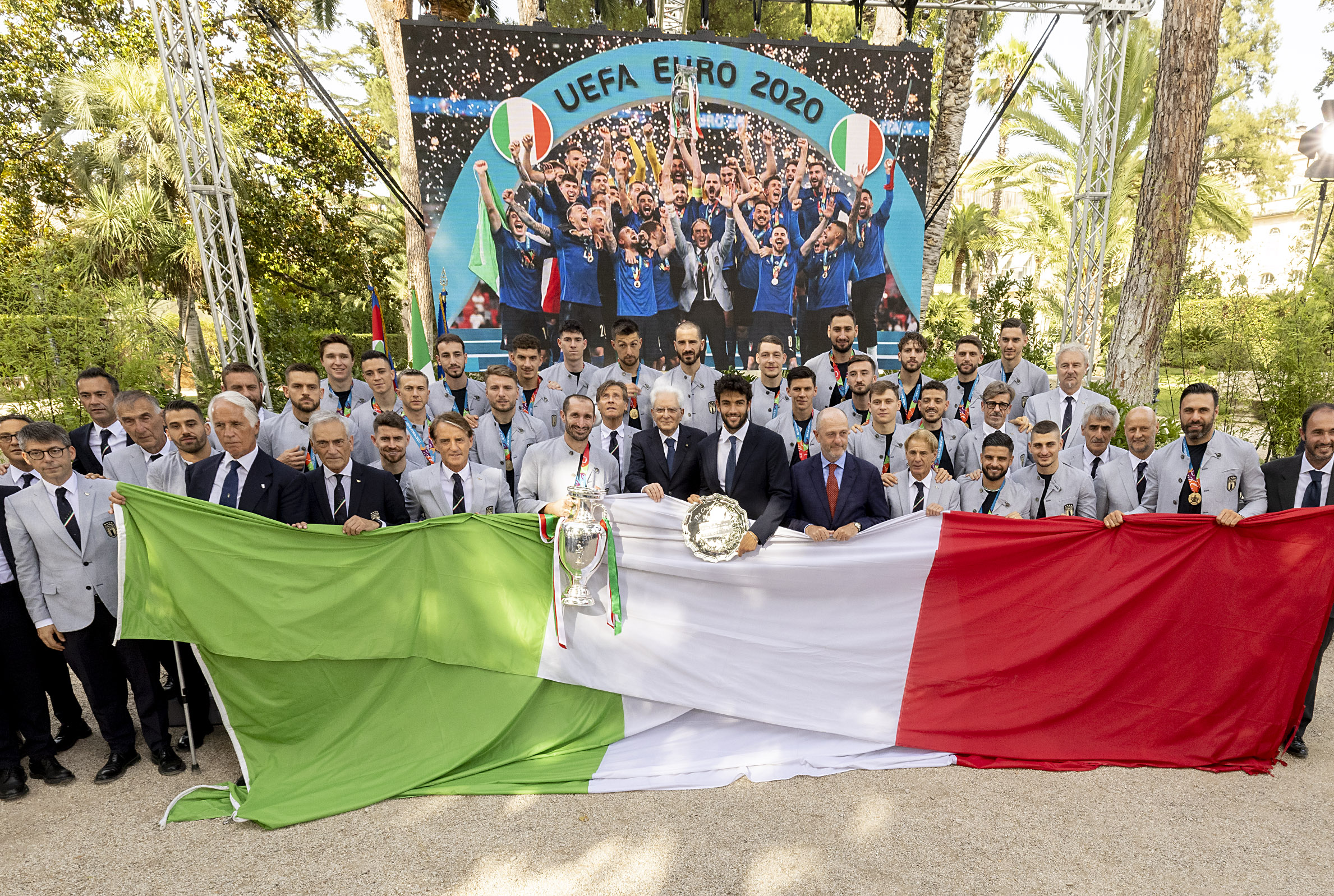
Az Európa-bajnok olasz válogatott tagjai Sergio Mattarella államfővel 2021-ben

2020. március 17-én az UEFA megerősítette, hogy az Európa-bajnokságot egy évvel elhalasztják a koronavírus-járvány miatt. 2020. november 18-án a bosnyákok elleni idegenbeli 2–0-s győzelemnek köszönhetően Olaszország bejutott a 2020–2021-es UEFA Nemzetek Ligája hazai rendezésű négyes döntőjébe.
2021. június 11. és 2021. július 11. között rendezték meg az egy évvel korábban elhalasztott 2020-as labdarúgó-Európa-bajnokságot. Olaszország a csoportkörben mindhárom mérkőzésén győzött, sorrendben Törökországot, Svájcot és Walest győzték le, így csoportelsőként jutottak a legjobb 16 közé. Először fordult elő a kontinenstornák történetében, hogy egy csapat veretlenül, kapott gól nélkül jutott tovább az egyenes kieséses szakaszba. A nyolcaddöntőben Ausztria volt az ellenfél, a találkozót hosszabbítást követően nyerték meg az olaszok 2–1-re. A negyeddöntőben a torna előtt az egyik nagy esélyesnek tartott Belgium várt Roberto Mancini csapatára, akik Nicolò Barella és Lorenzo Insigne góljaival 2–1 arányban győztek és jutottak a legjobb négy közé. Az elődöntőben Olaszország 1–1-es döntetlent követően büntetőpárbajban búcsúztatta Spanyolországot.  A döntőben a hazai pályán játszó Anglia volt az ellenfél. Gareth Southgate csapata a 2. percben megszerezte a vezetést, az olaszok Leonardo Bonucci révén egyenlítettek a 67. percben.  Bonucci 34 évesen és 17 naposan az Eb-döntők történetének legidősebb gólszerzője lett. Ezt követően rendes játékidő és a hosszabbítás sem hozott döntést, az olaszok 3–2	arányban nyerték meg a büntetőpárbajt és történetük során másodszor is Európa-bajnokok lettek.

## Nemzetközi eredmények
Világbajnokság
- Világbajnok: 4 alkalommal (1934, 1938, 1982, 2006)
- Ezüstérmes: 2 alkalommal (1970, 1994)
- Bronzérmes: 1 alkalommal (1990)
- 4. helyezett: 1 alkalommal (1978)

Európa-bajnokság
- Európa-bajnok: 2 alkalommal (1968, 2020)
- Ezüstérmes: 2 alkalommal (2000, 2012)
- 4. helyezett: 2 alkalommal (1980, 1988)

Olimpiai játékok
- Aranyérmes: 1 alkalommal (1936)
- Bronzérmes: 2 alkalommal (1928, 2004)

Közép-európai kupa
- Bajnok: 2 alkalommal (1927–30, 1933–35)
- Ezüstérmes: 1 alkalommal (1931–1932)

Laureus-díj – Az év csapata (2007)

### Világbajnokság
Világbajnok
      Ezüstérem
      Bronzérem
      Negyedik hely
      Egészben vagy részben hazai rendezésű
| Világbajnokság | Világbajnokság | Világbajnokság | Világbajnokság | Világbajnokság | Világbajnokság | Világbajnokság | Világbajnokság | Világbajnokság | Világbajnokság | Selejtezők                         | Selejtezők                         | Selejtezők                         | Selejtezők                         | Selejtezők                         | Selejtezők                         | Selejtezők                         |        |
| Év             | Eredmény       | H.             | M              | Gy             | D              | V              | G+             | G–             | Keret          | H.                                 | M                                  | Gy                                 | D                                  | V                                  | G+                                 | G–                                 |        |
| -------------- | -------------- | -------------- | -------------- | -------------- | -------------- | -------------- | -------------- | -------------- | -------------- | ---------------------------------- | ---------------------------------- | ---------------------------------- | ---------------------------------- | ---------------------------------- | ---------------------------------- | ---------------------------------- | ------ |
| 1930           | nem indult     | nem indult     | nem indult     | nem indult     | nem indult     | nem indult     | nem indult     | nem indult     | nem indult     | nem indult                         | nem indult                         | nem indult                         | nem indult                         | nem indult                         | nem indult                         | nem indult                         |        |
| 1934           | Világbajnok    | 1.             | 5              | 4              | 1              | 0              | 12             | 3              | Keret          | 1.                                 | 1                                  | 1                                  | 0                                  | 0                                  | 4                                  | 0                                  |        |
| 1938           | Világbajnok    | 1.             | 4              | 4              | 0              | 0              | 11             | 5              | Keret          | címvédőként automatikusan kijutott | címvédőként automatikusan kijutott | címvédőként automatikusan kijutott | címvédőként automatikusan kijutott | címvédőként automatikusan kijutott | címvédőként automatikusan kijutott | címvédőként automatikusan kijutott |        |
| 1950           | Csoportkör     | 7.             | 2              | 1              | 0              | 1              | 4              | 3              | Keret          | címvédőként automatikusan kijutott | címvédőként automatikusan kijutott | címvédőként automatikusan kijutott | címvédőként automatikusan kijutott | címvédőként automatikusan kijutott | címvédőként automatikusan kijutott | címvédőként automatikusan kijutott |        |
| 1954           | Csoportkör     | 10.            | 3              | 1              | 0              | 2              | 6              | 7              | Keret          | 1.                                 | 2                                  | 2                                  | 0                                  | 0                                  | 7                                  | 2                                  |        |
| 1958           | nem jutott ki  | nem jutott ki  | nem jutott ki  | nem jutott ki  | nem jutott ki  | nem jutott ki  | nem jutott ki  | nem jutott ki  | nem jutott ki  | 2.                                 | 4                                  | 2                                  | 0                                  | 2                                  | 5                                  | 5                                  |        |
| 1962           | Csoportkör     | 9.             | 3              | 1              | 1              | 1              | 3              | 2              | Keret          | 1.                                 | 2                                  | 2                                  | 0                                  | 0                                  | 10                                 | 2                                  |        |
| 1966           | Csoportkör     | 9.             | 3              | 1              | 0              | 2              | 2              | 2              | Keret          | 1.                                 | 6                                  | 4                                  | 1                                  | 1                                  | 17                                 | 3                                  |        |
| 1970           | Ezüstérem      | 2.             | 6              | 3              | 2              | 1              | 10             | 8              | Keret          | 1.                                 | 4                                  | 3                                  | 1                                  | 0                                  | 10                                 | 3                                  |        |
| 1974           | Csoportkör     | 10.            | 3              | 1              | 1              | 1              | 5              | 4              | Keret          | 1.                                 | 6                                  | 4                                  | 2                                  | 0                                  | 12                                 | 0                                  |        |
| 1978           | Negyedik hely  | 4.             | 7              | 4              | 1              | 2              | 9              | 6              | Keret          | 1.                                 | 6                                  | 5                                  | 0                                  | 1                                  | 18                                 | 4                                  |        |
| 1982           | Világbajnok    | 1.             | 7              | 4              | 3              | 0              | 12             | 6              | Keret          | 2.                                 | 8                                  | 5                                  | 2                                  | 1                                  | 12                                 | 5                                  |        |
| 1986           | Nyolcaddöntő   | 12.            | 4              | 1              | 2              | 1              | 5              | 6              | Keret          | címvédőként automatikusan kijutott | címvédőként automatikusan kijutott | címvédőként automatikusan kijutott | címvédőként automatikusan kijutott | címvédőként automatikusan kijutott | címvédőként automatikusan kijutott | címvédőként automatikusan kijutott |        |
| 1990           | Bronzérem      | 3.             | 7              | 6              | 1              | 0              | 10             | 2              | Keret          | rendezőként automatikusan kijutott | rendezőként automatikusan kijutott | rendezőként automatikusan kijutott | rendezőként automatikusan kijutott | rendezőként automatikusan kijutott | rendezőként automatikusan kijutott | rendezőként automatikusan kijutott |        |
| 1994           | Ezüstérem      | 2.             | 7              | 4              | 2              | 1              | 8              | 5              | Keret          | 1.                                 | 10                                 | 7                                  | 2                                  | 1                                  | 22                                 | 7                                  |        |
| 1998           | Negyeddöntő    | 5.             | 5              | 3              | 2              | 0              | 8              | 3              | Keret          | 2.                                 | 10                                 | 6                                  | 4                                  | 0                                  | 13                                 | 2                                  |        |
| 2002           | Nyolcaddöntő   | 15.            | 4              | 1              | 1              | 2              | 5              | 5              | Keret          | 1.                                 | 8                                  | 6                                  | 2                                  | 0                                  | 16                                 | 3                                  |        |
| 2006           | Világbajnok    | 1.             | 7              | 5              | 2              | 0              | 12             | 2              | Keret          | 1.                                 | 10                                 | 7                                  | 2                                  | 1                                  | 17                                 | 8                                  |        |
| 2010           | Csoportkör     | 26.            | 3              | 0              | 2              | 1              | 4              | 5              | Keret          | 1.                                 | 10                                 | 7                                  | 3                                  | 0                                  | 18                                 | 7                                  |        |
| 2014           | Csoportkör     | 22.            | 3              | 1              | 0              | 2              | 2              | 3              | Keret          | 1.                                 | 10                                 | 6                                  | 4                                  | 0                                  | 19                                 | 9                                  |        |
| 2018           | nem jutott ki  | nem jutott ki  | nem jutott ki  | nem jutott ki  | nem jutott ki  | nem jutott ki  | nem jutott ki  | nem jutott ki  | nem jutott ki  | 2.                                 | 12                                 | 7                                  | 3                                  | 2                                  | 21                                 | 9                                  |        |
| 2022           | nem jutott ki  | nem jutott ki  | nem jutott ki  | nem jutott ki  | nem jutott ki  | nem jutott ki  | nem jutott ki  | nem jutott ki  | nem jutott ki  | 2.                                 | 9                                  | 4                                  | 4                                  | 1                                  | 13                                 | 3                                  |        |
| 2026           | később         | később         | később         | később         | később         | később         | később         | később         | később         | később                             | később                             | később                             | később                             | később                             | később                             | később                             | később |
| 2030           | később         | később         | később         | később         | később         | később         | később         | később         | később         | később                             | később                             | később                             | később                             | később                             | később                             | később                             | később |
| 2034           | később         | később         | később         | később         | később         | később         | később         | később         | később         | később                             | később                             | később                             | később                             | később                             | később                             | később                             | később |
| Összesen       |                | 18/22          | 83             | 45             | 21             | 17             | 128            | 77             | –              | Összesen                           | 118                                | 78                                 | 30                                 | 10                                 | 234                                | 72                                 |        |

### Európa-bajnokság
Európa-bajnok
      Ezüstérem
      Bronzérem
      Negyedik hely
      Egészben vagy részben hazai rendezésű
| Európa-bajnokság | Európa-bajnokság | Európa-bajnokság | Európa-bajnokság | Európa-bajnokság | Európa-bajnokság | Európa-bajnokság | Európa-bajnokság | Európa-bajnokság | Európa-bajnokság | Selejtezők                         | Selejtezők                         | Selejtezők                         | Selejtezők                         | Selejtezők                         | Selejtezők                         | Selejtezők                         |
| Év               | Eredmény         | H.               | M                | Gy               | D                | V                | G+               | G–               | Keret            | H.                                 | M                                  | Gy                                 | D                                  | V                                  | G+                                 | G–                                 |
| ---------------- | ---------------- | ---------------- | ---------------- | ---------------- | ---------------- | ---------------- | ---------------- | ---------------- | ---------------- | ---------------------------------- | ---------------------------------- | ---------------------------------- | ---------------------------------- | ---------------------------------- | ---------------------------------- | ---------------------------------- |
| 1960             | nem indult       | nem indult       | nem indult       | nem indult       | nem indult       | nem indult       | nem indult       | nem indult       | nem indult       | nem indult                         | nem indult                         | nem indult                         | nem indult                         | nem indult                         | nem indult                         | nem indult                         |
| 1964             | nem jutott ki    | nem jutott ki    | nem jutott ki    | nem jutott ki    | nem jutott ki    | nem jutott ki    | nem jutott ki    | nem jutott ki    | nem jutott ki    | Nyolcaddöntő                       | 4                                  | 2                                  | 1                                  | 1                                  | 8                                  | 3                                  |
| 1968             | Európa-bajnok    | 1.               | 3                | 1                | 2                | 0                | 3                | 1                | Keret            | 1.                                 | 8                                  | 6                                  | 1                                  | 1                                  | 21                                 | 6                                  |
| 1972             | nem jutott ki    | nem jutott ki    | nem jutott ki    | nem jutott ki    | nem jutott ki    | nem jutott ki    | nem jutott ki    | nem jutott ki    | nem jutott ki    | 1.                                 | 8                                  | 4                                  | 3                                  | 1                                  | 13                                 | 6                                  |
| 1976             | nem jutott ki    | nem jutott ki    | nem jutott ki    | nem jutott ki    | nem jutott ki    | nem jutott ki    | nem jutott ki    | nem jutott ki    | nem jutott ki    | 3.                                 | 6                                  | 2                                  | 3                                  | 1                                  | 3                                  | 3                                  |
| 1980             | Negyedik hely    | 4.               | 4                | 1                | 3                | 0                | 2                | 1                | Keret            | rendezőként automatikusan kijutott | rendezőként automatikusan kijutott | rendezőként automatikusan kijutott | rendezőként automatikusan kijutott | rendezőként automatikusan kijutott | rendezőként automatikusan kijutott | rendezőként automatikusan kijutott |
| 1984             | nem jutott ki    | nem jutott ki    | nem jutott ki    | nem jutott ki    | nem jutott ki    | nem jutott ki    | nem jutott ki    | nem jutott ki    | nem jutott ki    | 4.                                 | 8                                  | 1                                  | 3                                  | 4                                  | 6                                  | 12                                 |
| 1988             | Elődöntő         | 3.               | 4                | 2                | 1                | 1                | 4                | 3                | Keret            | 1.                                 | 8                                  | 6                                  | 1                                  | 1                                  | 16                                 | 4                                  |
| 1992             | nem jutott ki    | nem jutott ki    | nem jutott ki    | nem jutott ki    | nem jutott ki    | nem jutott ki    | nem jutott ki    | nem jutott ki    | nem jutott ki    | 2.                                 | 8                                  | 3                                  | 4                                  | 1                                  | 12                                 | 5                                  |
| 1996             | Csoportkör       | 10.              | 3                | 1                | 1                | 1                | 3                | 3                | Keret            | 2.                                 | 10                                 | 7                                  | 2                                  | 1                                  | 20                                 | 6                                  |
| 2000             | Ezüstérem        | 2.               | 6                | 4                | 1                | 1                | 9                | 4                | Keret            | 1.                                 | 8                                  | 4                                  | 3                                  | 1                                  | 13                                 | 5                                  |
| 2004             | Csoportkör       | 9.               | 3                | 1                | 2                | 0                | 3                | 2                | Keret            | 1.                                 | 8                                  | 5                                  | 2                                  | 1                                  | 17                                 | 4                                  |
| 2008             | Negyeddöntő      | 8.               | 4                | 1                | 2                | 1                | 3                | 4                | Keret            | 1.                                 | 12                                 | 9                                  | 2                                  | 1                                  | 22                                 | 9                                  |
| 2012             | Ezüstérem        | 2.               | 6                | 2                | 3                | 1                | 6                | 7                | Keret            | 1.                                 | 10                                 | 8                                  | 2                                  | 0                                  | 20                                 | 2                                  |
| 2016             | Negyeddöntő      | 5.               | 5                | 3                | 1                | 1                | 6                | 2                | Keret            | 1.                                 | 10                                 | 7                                  | 3                                  | 0                                  | 16                                 | 7                                  |
| 2020             | Európa-bajnok    | 1.               | 7                | 5                | 2                | 0                | 13               | 4                | Keret            | 1.                                 | 10                                 | 10                                 | 0                                  | 0                                  | 37                                 | 4                                  |
| 2024             | Nyolcaddöntő     | 14.              | 4                | 1                | 1                | 2                | 3                | 5                | Keret            | 2.                                 | 8                                  | 4                                  | 2                                  | 2                                  | 16                                 | 9                                  |
| 2028             | később           | később           | később           | később           | később           | később           | később           | később           | később           | később                             | később                             | később                             | később                             | később                             | később                             | később                             |
| 2032             | kijutott         | kijutott         | kijutott         | kijutott         | kijutott         | kijutott         | kijutott         | kijutott         | kijutott         | rendezőként automatikusan kijutott | rendezőként automatikusan kijutott | rendezőként automatikusan kijutott | rendezőként automatikusan kijutott | rendezőként automatikusan kijutott | rendezőként automatikusan kijutott | rendezőként automatikusan kijutott |
| Összesen         |                  | 11/17            | 49               | 22               | 19               | 8                | 55               | 36               | –                | Összesen                           | 126                                | 78                                 | 32                                 | 16                                 | 240                                | 85                                 |

### UEFA Nemzetek Ligája
Aranyérem
      Ezüstérem
      Bronzérem
      Hazai rendezésű
| Csoportkör / Negyeddöntő / Osztályozó | Csoportkör / Negyeddöntő / Osztályozó | Csoportkör / Negyeddöntő / Osztályozó | Csoportkör / Negyeddöntő / Osztályozó | Csoportkör / Negyeddöntő / Osztályozó | Csoportkör / Negyeddöntő / Osztályozó | Csoportkör / Negyeddöntő / Osztályozó | Csoportkör / Negyeddöntő / Osztályozó | Csoportkör / Negyeddöntő / Osztályozó | Csoportkör / Negyeddöntő / Osztályozó | Csoportkör / Negyeddöntő / Osztályozó | Csoportkör / Negyeddöntő / Osztályozó | Egyenes kieséses szakasz | Egyenes kieséses szakasz | Egyenes kieséses szakasz | Egyenes kieséses szakasz | Egyenes kieséses szakasz | Egyenes kieséses szakasz | Egyenes kieséses szakasz | Egyenes kieséses szakasz | Egyenes kieséses szakasz |
| Szezon                                | Liga                                  | Csoport                               | H                                     | M                                     | Gy                                    | D                                     | V                                     | G+                                    | G–                                    | Feljutás/kiesés                       | Helyezés                              | Év                       | Eredmény                 | M                        | Gy                       | D                        | V                        | G+                       | G–                       | Keret                    |
| ------------------------------------- | ------------------------------------- | ------------------------------------- | ------------------------------------- | ------------------------------------- | ------------------------------------- | ------------------------------------- | ------------------------------------- | ------------------------------------- | ------------------------------------- | ------------------------------------- | ------------------------------------- | ------------------------ | ------------------------ | ------------------------ | ------------------------ | ------------------------ | ------------------------ | ------------------------ | ------------------------ | ------------------------ |
| 2018–19                               | A                                     | 3.                                    | 2.                                    | 4                                     | 1                                     | 2                                     | 1                                     | 2                                     | 2                                     | Állandó                               | 8.                                    | 2019                     | nem jutott be            | nem jutott be            | nem jutott be            | nem jutott be            | nem jutott be            | nem jutott be            | nem jutott be            | nem jutott be            |
| 2020–21                               | A                                     | 1.                                    | 1.                                    | 6                                     | 3                                     | 3                                     | 0                                     | 7                                     | 2                                     | Állandó                               | 3.                                    | 2021                     | Bronzérmes               | 2                        | 1                        | 0                        | 1                        | 3                        | 3                        | Keret                    |
| 2022–23                               | A                                     | 3.                                    | 1.                                    | 6                                     | 3                                     | 2                                     | 1                                     | 8                                     | 7                                     | Állandó                               | 3.                                    | 2023                     | Bronzérmes               | 2                        | 1                        | 0                        | 1                        | 4                        | 4                        | Keret                    |
| 2024–25                               | A                                     | 2.                                    | 2.                                    | 8                                     | 4                                     | 2                                     | 2                                     | 17                                    | 13                                    | Állandó                               | 5.                                    | 2025                     | nem jutott be            | nem jutott be            | nem jutott be            | nem jutott be            | nem jutott be            | nem jutott be            | nem jutott be            | nem jutott be            |
| 2026–27                               | A                                     |                                       |                                       |                                       |                                       |                                       |                                       |                                       |                                       |                                       |                                       | 2027                     |                          |                          |                          |                          |                          |                          |                          |                          |
| Összesen                              | Összesen                              | Összesen                              | Összesen                              | 24                                    | 11                                    | 9                                     | 4                                     | 34                                    | 24                                    |                                       |                                       |                          | 2/4                      | 4                        | 2                        | 0                        | 2                        | 7                        | 7                        |                          |

### Konföderációs kupa
| Év       | Eredmény      | Hely          | M             | Gy            | D             | V             | Rg            | Kg            |
| -------- | ------------- | ------------- | ------------- | ------------- | ------------- | ------------- | ------------- | ------------- |
| 1992     | Nem jutott be | Nem jutott be | Nem jutott be | Nem jutott be | Nem jutott be | Nem jutott be | Nem jutott be | Nem jutott be |
| 1995     | Nem jutott be | Nem jutott be | Nem jutott be | Nem jutott be | Nem jutott be | Nem jutott be | Nem jutott be | Nem jutott be |
| 1997     | Nem jutott be | Nem jutott be | Nem jutott be | Nem jutott be | Nem jutott be | Nem jutott be | Nem jutott be | Nem jutott be |
| 1999     | Nem jutott be | Nem jutott be | Nem jutott be | Nem jutott be | Nem jutott be | Nem jutott be | Nem jutott be | Nem jutott be |
| 2001     | Nem jutott be | Nem jutott be | Nem jutott be | Nem jutott be | Nem jutott be | Nem jutott be | Nem jutott be | Nem jutott be |
| 2003     | Nem jutott be | Nem jutott be | Nem jutott be | Nem jutott be | Nem jutott be | Nem jutott be | Nem jutott be | Nem jutott be |
| 2005     | Nem jutott be | Nem jutott be | Nem jutott be | Nem jutott be | Nem jutott be | Nem jutott be | Nem jutott be | Nem jutott be |
| 2009     | Csoportkör    | 3             | 1             | 0             | 2             | 3             | 5             |               |
| 2013     | Bronzérmes    | 3.            | 5             | 2             | 2             | 1             | 10            | 10            |
| 2017     | Nem jutott be | Nem jutott be | Nem jutott be | Nem jutott be | Nem jutott be | Nem jutott be | Nem jutott be | Nem jutott be |
| Összesen | Bronzérmes    | 2/10          | 8             | 3             | 2             | 3             | 13            | 15            |

### Olimpia
| Év       | Helyszín                                      | Eredmény                                      | M                                             | Gy                                            | D                                             | V                                             | Rg                                            | Kg                                            |
| -------- | --------------------------------------------- | --------------------------------------------- | --------------------------------------------- | --------------------------------------------- | --------------------------------------------- | --------------------------------------------- | --------------------------------------------- | --------------------------------------------- |
| 1896     | Athén                                         | Nem volt labdarúgótorna                       | Nem volt labdarúgótorna                       | Nem volt labdarúgótorna                       | Nem volt labdarúgótorna                       | Nem volt labdarúgótorna                       | Nem volt labdarúgótorna                       | Nem volt labdarúgótorna                       |
| 1900     | Párizs                                        | Nem indult                                    | Nem indult                                    | Nem indult                                    | Nem indult                                    | Nem indult                                    | Nem indult                                    | Nem indult                                    |
| 1900     | Saint Louis                                   | Nem indult                                    | Nem indult                                    | Nem indult                                    | Nem indult                                    | Nem indult                                    | Nem indult                                    | Nem indult                                    |
| 1908     | London                                        | Nem indult                                    | Nem indult                                    | Nem indult                                    | Nem indult                                    | Nem indult                                    | Nem indult                                    | Nem indult                                    |
| 1912     | Stockholm                                     | Nyolcaddöntő                                  | 3                                             | 1                                             | 0                                             | 2                                             | 4                                             | 8                                             |
| 1916     | Nem rendezték meg az első világháború miatt   | Nem rendezték meg az első világháború miatt   | Nem rendezték meg az első világháború miatt   | Nem rendezték meg az első világháború miatt   | Nem rendezték meg az első világháború miatt   | Nem rendezték meg az első világháború miatt   | Nem rendezték meg az első világháború miatt   | Nem rendezték meg az első világháború miatt   |
| 1920     | Antwerpen                                     | Negyeddöntő                                   | 4                                             | 2                                             | 0                                             | 2                                             | 5                                             | 7                                             |
| 1924     | Párizs                                        | Negyeddöntő                                   | 3                                             | 2                                             | 0                                             | 1                                             | 4                                             | 2                                             |
| 1928     | Amszterdam                                    | Bronzérmes                                    | 5                                             | 3                                             | 1                                             | 1                                             | 25                                            | 11                                            |
| 1932     | Los Angeles                                   | Nem volt labdarúgótorna                       | Nem volt labdarúgótorna                       | Nem volt labdarúgótorna                       | Nem volt labdarúgótorna                       | Nem volt labdarúgótorna                       | Nem volt labdarúgótorna                       | Nem volt labdarúgótorna                       |
| 1936     | Berlin                                        | Olimpiai bajnok                               | 4                                             | 4                                             | 0                                             | 0                                             | 13                                            | 2                                             |
| 1940     | Nem rendezték meg a második világháború miatt | Nem rendezték meg a második világháború miatt | Nem rendezték meg a második világháború miatt | Nem rendezték meg a második világháború miatt | Nem rendezték meg a második világháború miatt | Nem rendezték meg a második világháború miatt | Nem rendezték meg a második világháború miatt | Nem rendezték meg a második világháború miatt |
| 1944     | Nem rendezték meg a második világháború miatt | Nem rendezték meg a második világháború miatt | Nem rendezték meg a második világháború miatt | Nem rendezték meg a második világháború miatt | Nem rendezték meg a második világháború miatt | Nem rendezték meg a második világháború miatt | Nem rendezték meg a második világháború miatt | Nem rendezték meg a második világháború miatt |
| 1948     | London                                        | Negyeddöntő                                   | 2                                             | 1                                             | 0                                             | 1                                             | 12                                            | 5                                             |
| 1952     | Helsinki                                      | 1. forduló                                    | 2                                             | 1                                             | 0                                             | 1                                             | 8                                             | 3                                             |
| 1956     | Melbourne                                     | Nem indult                                    | Nem indult                                    | Nem indult                                    | Nem indult                                    | Nem indult                                    | Nem indult                                    | Nem indult                                    |
| 1960     | Róma                                          | 4. hely                                       | 5                                             | 2                                             | 2                                             | 1                                             | 11                                            | 7                                             |
| 1964     | Tokió                                         | Visszalépett                                  | Visszalépett                                  | Visszalépett                                  | Visszalépett                                  | Visszalépett                                  | Visszalépett                                  | Visszalépett                                  |
| 1968     | Mexikóváros                                   | Nem indult                                    | Nem indult                                    | Nem indult                                    | Nem indult                                    | Nem indult                                    | Nem indult                                    | Nem indult                                    |
| 1972     | München                                       | Nem indult                                    | Nem indult                                    | Nem indult                                    | Nem indult                                    | Nem indult                                    | Nem indult                                    | Nem indult                                    |
| 1976     | Montréal                                      | Nem indult                                    | Nem indult                                    | Nem indult                                    | Nem indult                                    | Nem indult                                    | Nem indult                                    | Nem indult                                    |
| 1980     | Moszkva                                       | Nem indult                                    | Nem indult                                    | Nem indult                                    | Nem indult                                    | Nem indult                                    | Nem indult                                    | Nem indult                                    |
| 1984     | Los Angeles                                   | 4. hely                                       | 6                                             | 3                                             | 0                                             | 3                                             | 5                                             | 5                                             |
| 1988     | Szöul                                         | 4. hely                                       | 6                                             | 3                                             | 0                                             | 3                                             | 11                                            | 13                                            |
| 1992     | Barcelona                                     | Negyeddöntő                                   | 4                                             | 2                                             | 0                                             | 2                                             | 3                                             | 5                                             |
| 1996     | Atlanta                                       | Csoportkör                                    | 3                                             | 1                                             | 0                                             | 2                                             | 4                                             | 5                                             |
| 2000     | Sydney                                        | Negyeddöntő                                   | 4                                             | 2                                             | 1                                             | 1                                             | 5                                             | 3                                             |
| 2004     | Athén                                         | Bronzérmes                                    | 6                                             | 3                                             | 1                                             | 2                                             | 7                                             | 8                                             |
| 2008     | Peking                                        | Negyeddöntő                                   | 4                                             | 2                                             | 1                                             | 1                                             | 8                                             | 3                                             |
| 2012     | London                                        | Nem jutott ki                                 | -                                             | -                                             | -                                             | -                                             | -                                             | -                                             |
| 2016     | Rio de Janeiro                                | Nem jutott ki                                 | -                                             | -                                             | -                                             | -                                             | -                                             | -                                             |
| Összesen | 15/24                                         | 1                                             | 61                                            | 32                                            | 6                                             | 23                                            | 125                                           | 87                                            |

- 1948 és 1988 között amatőr, 1992-től kezdődően U23-as játékosok vettek részt az olimpiai játékokon

|

## Nemzetek elleni mérleg
Az adatok 2017. november 13. állapotoknak felelnek meg.

| Ellenfél                | M  | Gy | D  | V  |
| ----------------------- | -- | -- | -- | -- |
| Albánia                 | 3  | 3  | 0  | 0  |
| Algéria                 | 1  | 1  | 0  | 0  |
| Argentína               | 14 | 6  | 5  | 3  |
| Ausztrália              | 1  | 1  | 0  | 0  |
| Ausztria                | 37 | 17 | 8  | 12 |
| Azerbajdzsán            | 4  | 4  | 0  | 0  |
| Fehéroroszország        | 4  | 2  | 2  | 0  |
| Belgium                 | 22 | 14 | 4  | 4  |
| Bosznia-Hercegovina     | 1  | 0  | 0  | 1  |
| Brazília                | 15 | 5  | 3  | 8  |
| Bulgária                | 19 | 11 | 6  | 2  |
| Kamerun                 | 3  | 1  | 2  | 0  |
| Kanada                  | 1  | 1  | 0  | 0  |
| Chile                   | 3  | 1  | 1  | 1  |
| Kína                    | 1  | 1  | 0  | 0  |
| Costa Rica              | 2  | 1  | 0  | 1  |
| Elefántcsontpart        | 2  | 0  | 1  | 1  |
| Horvátország            | 9  | 1  | 5  | 3  |
| Ciprus                  | 8  | 7  | 1  | 0  |
| Csehszlovákia           | 26 | 9  | 9  | 8  |
| Csehország              | 6  | 2  | 2  | 2  |
| Dánia                   | 13 | 8  | 2  | 3  |
| NDK                     | 4  | 1  | 2  | 1  |
| Ecuador                 | 2  | 1  | 1  | 0  |
| Egyiptom                | 5  | 4  | 0  | 1  |
| Anglia                  | 26 | 10 | 8  | 8  |
| Észtország              | 6  | 6  | 0  | 0  |
| Feröer                  | 4  | 4  | 0  | 0  |
| Finnország              | 13 | 11 | 1  | 1  |
| Franciaország           | 38 | 18 | 10 | 10 |
| Grúzia                  | 8  | 7  | 1  | 0  |
| Németország             | 35 | 15 | 12 | 8  |
| Ghána                   | 1  | 1  | 0  | 0  |
| Görögország             | 9  | 5  | 3  | 1  |
| Haiti                   | 2  | 1  | 1  | 0  |
| Magyarország            | 34 | 16 | 9  | 9  |
| Izland                  | 2  | 0  | 1  | 1  |
| Izrael                  | 5  | 4  | 1  | 0  |
| Japán                   | 3  | 2  | 1  | 0  |
| Liechtenstein           | 2  | 2  | 0  | 0  |
| Litvánia                | 6  | 4  | 2  | 0  |
| Luxemburg               | 9  | 8  | 1  | 0  |
| Észak-Macedónia         | 2  | 1  | 1  | 0  |
| Málta                   | 8  | 8  | 0  | 0  |
| Mexikó                  | 12 | 7  | 4  | 1  |
| Moldova                 | 4  | 4  | 0  | 0  |
| Montenegró              | 2  | 2  | 0  | 0  |
| Marokkó                 | 1  | 1  | 0  | 0  |
| Hollandia               | 20 | 9  | 8  | 3  |
| Új-Zéland               | 2  | 1  | 1  | 0  |
| Nigéria                 | 2  | 1  | 1  | 0  |
| Észak-Korea             | 1  | 0  | 0  | 1  |
| Észak-Írország          | 9  | 6  | 2  | 1  |
| Norvégia                | 17 | 10 | 4  | 3  |
| Örményország            | 2  | 2  | 0  | 0  |
| Paraguay                | 3  | 2  | 1  | 0  |
| Peru                    | 1  | 0  | 1  | 0  |
| Lengyelország           | 14 | 5  | 6  | 3  |
| Portugália              | 25 | 18 | 2  | 5  |
| Írország                | 14 | 8  | 3  | 3  |
| Románia                 | 17 | 10 | 5  | 2  |
| Oroszország             | 5  | 3  | 1  | 1  |
| San Marino              | 2  | 2  | 0  | 0  |
| Skócia                  | 11 | 8  | 2  | 1  |
| Szerbia                 | 5  | 1  | 4  | 0  |
| Dél-afrikai Köztársaság | 2  | 2  | 0  | 0  |
| Dél-Korea               | 2  | 1  | 0  | 1  |
| Szlovákia               | 2  | 1  | 0  | 1  |
| Szlovénia               | 7  | 4  | 1  | 2  |
| Szovjetunió             | 11 | 2  | 5  | 4  |
| Spanyolország           | 37 | 11 | 15 | 11 |
| Svédország              | 25 | 11 | 7  | 7  |
| Svájc                   | 58 | 28 | 22 | 8  |
| Tunézia                 | 1  | 1  | 0  | 0  |
| Törökország             | 10 | 7  | 3  | 0  |
| Ukrajna                 | 7  | 6  | 1  | 0  |
| Egyesült Államok        | 11 | 7  | 3  | 1  |
| Uruguay                 | 11 | 3  | 4  | 4  |
| Jugoszlávia             | 17 | 8  | 5  | 4  |
| Wales                   | 9  | 7  | 0  | 2  |

## Mezek a válogatott története során
Az olasz labdarúgó-válogatott hagyományos szerelése azúrkék mez, fehér nadrág és azúrkék sportszár, a váltómez pedig leggyakrabban fehér mezből, fehér nadrágból és fehér sportszárból áll.
| 1910             | 1910       | 1910 | 1910 |
| ---------------- | ---------- | ---- | ---- |
| Hazai            | Idegenbeli |      |      |
|                  |            |      |      |
| Nessun fornitore |            |      |      |

| 1911             | 1911       | 1911 | 1911 |
| ---------------- | ---------- | ---- | ---- |
| Hazai            | Idegenbeli |      |      |
|                  |            |      |      |
| Nessun fornitore |            |      |      |

| 1934-es vb       | 1934-es vb | 1934-es vb | 1934-es vb |
| ---------------- | ---------- | ---------- | ---------- |
| Hazai            | Idegenbeli |            |            |
|                  |            |            |            |
| Nessun fornitore |            |            |            |

| 1938-as vb       | 1938-as vb | 1938-as vb | 1938-as vb |
| ---------------- | ---------- | ---------- | ---------- |
| Hazai            | Idegenbeli |            |            |
|                  |            |            |            |
| Nessun fornitore |            |            |            |

| 1950-es vb       | 1950-es vb | 1950-es vb | 1950-es vb |
| ---------------- | ---------- | ---------- | ---------- |
| Hazai            | Idegenbeli |            |            |
|                  |            |            |            |
| Nessun Fornitore |            |            |            |

| 1954-es vb  | 1954-es vb | 1954-es vb | 1954-es vb |
| ----------- | ---------- | ---------- | ---------- |
| Hazai       | Idegenbeli |            |            |
|             |            |            |            |
| Italo Sport |            |            |            |

| 1962-es vb | 1962-es vb | 1962-es vb | 1962-es vb |
| ---------- | ---------- | ---------- | ---------- |
| Hazai      | Idegenbeli |            |            |
|            |            |            |            |
| Fedeli     |            |            |            |

| 1966-os vb       | 1966-os vb | 1966-os vb | 1966-os vb |
| ---------------- | ---------- | ---------- | ---------- |
| Hazai            | Idegenbeli |            |            |
|                  |            |            |            |
| Nessun fornitore |            |            |            |

| Hazai            | Idegenbeli |
|                  |            |
| Nessun fornitore |            |

| Hazai            | Idegenbeli |
|                  |            |
| Nessun fornitore |            |

| 1974-es vb | 1974-es vb | 1974-es vb | 1974-es vb |
| ---------- | ---------- | ---------- | ---------- |
| Hazai      | Idegenbeli |            |            |
|            |            |            |            |
| Adidas     |            |            |            |

| 1978-as vb | 1978-as vb | 1978-as vb | 1978-as vb |
| ---------- | ---------- | ---------- | ---------- |
| Hazai      | Idegenbeli |            |            |
|            |            |            |            |
| Adidas     |            |            |            |

| 1980-as Eb     | 1980-as Eb | 1980-as Eb | 1980-as Eb |
| -------------- | ---------- | ---------- | ---------- |
| Hazai          | Idegenbeli |            |            |
|                |            |            |            |
| Le Coq Sportif |            |            |            |

| 1982-es vb     | 1982-es vb | 1982-es vb | 1982-es vb |
| -------------- | ---------- | ---------- | ---------- |
| Hazai          | Idegenbeli |            |            |
|                |            |            |            |
| Le Coq Sportif |            |            |            |

| 1986-os vb | 1986-os vb | 1986-os vb | 1986-os vb |
| ---------- | ---------- | ---------- | ---------- |
| Hazai      | Idegenbeli |            |            |
|            |            |            |            |
| Diadora    |            |            |            |

| 1990-es vb | 1990-es vb | 1990-es vb | 1990-es vb |
| ---------- | ---------- | ---------- | ---------- |
| Hazai      | Idegenbeli |            |            |
|            |            |            |            |
| Diadora    |            |            |            |

| 1994-es vb | 1994-es vb | 1994-es vb | 1994-es vb |
| ---------- | ---------- | ---------- | ---------- |
| Hazai      | Idegenbeli |            |            |
|            |            |            |            |
| Diadora    |            |            |            |

| 1995  | 1995       | 1995 | 1995 |
| ----- | ---------- | ---- | ---- |
| Hazai | Idegenbeli |      |      |
|       |            |      |      |
| Nike  |            |      |      |

| 1996-os Eb | 1996-os Eb | 1996-os Eb | 1996-os Eb |
| ---------- | ---------- | ---------- | ---------- |
| Hazai      | Idegenbeli |            |            |
|            |            |            |            |
| Nike       |            |            |            |

| 1998-as vb | 1998-as vb | 1998-as vb | 1998-as vb |
| ---------- | ---------- | ---------- | ---------- |
| Hazai      | Idegenbeli |            |            |
|            |            |            |            |
| Nike       |            |            |            |

| 2000-es Eb | 2000-es Eb | 2000-es Eb | 2000-es Eb |
| ---------- | ---------- | ---------- | ---------- |
| Hazai      | Idegenbeli |            |            |
|            |            |            |            |
| Kappa      |            |            |            |

| 2002-es vb | 2002-es vb | 2002-es vb | 2002-es vb |
| ---------- | ---------- | ---------- | ---------- |
| Hazai      | Idegenbeli |            |            |
|            |            |            |            |
| Kappa      |            |            |            |

| 2006-os vb | 2006-os vb | 2006-os vb | 2006-os vb |
| ---------- | ---------- | ---------- | ---------- |
| Hazai      | Idegenbeli |            |            |
|            |            |            |            |
| Puma       |            |            |            |

| 2008-as Eb | 2008-as Eb | 2008-as Eb | 2008-as Eb |
| ---------- | ---------- | ---------- | ---------- |
| Hazai      | Idegenbeli |            |            |
|            |            |            |            |
| Puma       |            |            |            |

| 2009-es konföderációs kupa | 2009-es konföderációs kupa | 2009-es konföderációs kupa | 2009-es konföderációs kupa |
| -------------------------- | -------------------------- | -------------------------- | -------------------------- |
| Hazai                      | Idegenbeli                 |                            |                            |
|                            |                            |                            |                            |
| Puma                       |                            |                            |                            |

| 2009  | 2009       | 2009 | 2009 |
| ----- | ---------- | ---- | ---- |
| Hazai | Idegenbeli |      |      |
|       |            |      |      |
| Puma  |            |      |      |

| 2010-es vb | 2010-es vb | 2010-es vb | 2010-es vb |
| ---------- | ---------- | ---------- | ---------- |
| Hazai      | Idegenbeli |            |            |
|            |            |            |            |
| Puma       |            |            |            |

| 2012-es Eb | 2012-es Eb | 2012-es Eb | 2012-es Eb |
| ---------- | ---------- | ---------- | ---------- |
| Hazai      | Idegenbeli |            |            |
|            |            |            |            |
| Puma       |            |            |            |

| 2013-as konföderációs kupa | 2013-as konföderációs kupa | 2013-as konföderációs kupa | 2013-as konföderációs kupa |
| -------------------------- | -------------------------- | -------------------------- | -------------------------- |
| Hazai                      | Idegenbeli                 |                            |                            |
|                            |                            |                            |                            |
| Puma                       |                            |                            |                            |

| 2014-es vb | 2014-es vb | 2014-es vb | 2014-es vb |
| ---------- | ---------- | ---------- | ---------- |
| Hazai      | Idegenbeli |            |            |
|            |            |            |            |
| Puma       |            |            |            |

| 2016-os Eb | 2016-os Eb | 2016-os Eb | 2016-os Eb |
| ---------- | ---------- | ---------- | ---------- |
| Hazai      | Idegenbeli |            |            |
|            |            |            |            |
| Puma       |            |            |            |

| 2018  | 2018       | 2018 | 2018 |
| ----- | ---------- | ---- | ---- |
| Hazai | Idegenbeli |      |      |
|       |            |      |      |
| Puma  |            |      |      |

| 2020-as Eb | 2020-as Eb | 2020-as Eb | 2020-as Eb |
| ---------- | ---------- | ---------- | ---------- |
| Hazai      | Idegenbeli |            |            |
|            |            |            |            |
| Puma       |            |            |            |

| 2021  | 2021       | 2021 | 2021 |
| ----- | ---------- | ---- | ---- |
| Hazai | Idegenbeli |      |      |
|       |            |      |      |
| Puma  |            |      |      |

| 2022  | 2022       | 2022 | 2022 |
| ----- | ---------- | ---- | ---- |
| Hazai | Idegenbeli |      |      |
|       |            |      |      |
| Puma  |            |      |      |

| 2023   | 2023       | 2023 | 2023 |
| ------ | ---------- | ---- | ---- |
| Hazai  | Idegenbeli |      |      |
|        |            |      |      |
| Adidas |            |      |      |

## Játékosok

### Játékoskeret
A válogatott kerete a szeptember 23-i  Anglia és a szeptember 26-i  Magyarország elleni Nemzetek Ligája mérkőzésekre.
A pályára lépesek és a gólok száma a 2022. június 14-i  Németország elleni mérkőzés után lett frissítve.
| Szám          | Poszt   | Név                  | Születési dátum / Kor          | Válogatottság | Gólok   | Klub               |         |         |         |
| Kapusok       | Kapusok | Kapusok              | Kapusok                        | Kapusok       | Kapusok | Kapusok            | Kapusok | Kapusok | Kapusok |
| ------------- | ------- | -------------------- | ------------------------------ | ------------- | ------- | ------------------ | ------- | ------- | ------- |
| –             | K       | Gianluigi Donnarumma | 1999. február 25. (26 éves)    | 47            | 0       | Paris Saint-German |         |         |         |
| –             | K       | Alex Meret           | 1997. március 22. (28 éves)    | 2             | 0       | Napoli             |         |         |         |
| –             | K       | Ivan Provedel        | 1994. március 17. (31 éves)    | 0             | 0       | Lazio              |         |         |         |
| –             | K       | Guglielmo Vicario    | 1996. október 7. (28 éves)     | 0             | 0       | Empoli             |         |         |         |
| Védők         |         |                      |                                |               |         |                    |         |         |         |
| –             | V       | Leonardo Bonucci     | 1987. május 1. (38 éves)       | 116           | 8       | Juventus           |         |         |         |
| –             | V       | Emerson              | 1994. augusztus 3. (31 éves)   | 27            | 0       | West Ham United    |         |         |         |
| –             | V       | Francesco Acerbi     | 1988. február 10. (37 éves)    | 25            | 1       | Internazionale     |         |         |         |
| –             | V       | Giovanni Di Lorenzo  | 1993. augusztus 4. (32 éves)   | 21            | 2       | Napoli             |         |         |         |
| –             | V       | Alessandro Bastoni   | 1999. április 13. (26 éves)    | 15            | 1       | Internazionale     |         |         |         |
| –             | V       | Rafael Tolói         | 1990. október 10. (34 éves)    | 5             | 0       | Atalanta           |         |         |         |
| –             | V       | Federico Dimarco     | 1997. november 10. (27 éves)   | 4             | 0       | Internazionale     |         |         |         |
| –             | V       | Federico Gatti       | 1998. június 24. (27 éves)     | 1             | 0       | Juventus           |         |         |         |
| –             | V       | Luiz Felipe          | 1997. március 22. (28 éves)    | 1             | 0       | Real Betis         |         |         |         |
| –             | V       | Pasquale Mazzocchi   | 1995. július 27. (30 éves)     | 0             | 0       | Salernitana        |         |         |         |
| Középpályások |         |                      |                                |               |         |                    |         |         |         |
| –             | KP      | Jorginho             | 1991. december 20. (33 éves)   | 44            | 5       | Chelsea            |         |         |         |
| –             | KP      | Nicolò Barella       | 1997. február 7. (28 éves)     | 39            | 8       | Internazionale     |         |         |         |
| –             | KP      | Bryan Cristante      | 1995. március 3. (30 éves)     | 27            | 2       | AS Roma            |         |         |         |
| –             | KP      | Sandro Tonali        | 2000. május 8. (25 éves)       | 11            | 0       | AC Milan           |         |         |         |
| –             | KP      | Davide Frattesi      | 1999. szeptember 22. (25 éves) | 3             | 0       | Sassuolo           |         |         |         |
| –             | KP      | Salvatore Esposito   | 2000. október 7. (24 éves)     | 1             | 0       | SPAL               |         |         |         |
| –             | KP      | Tommaso Pobega       | 1999. július 15. (26 éves)     | 1             | 0       | AC Milan           |         |         |         |
| Csatárok      |         |                      |                                |               |         |                    |         |         |         |
| –             | CS      | Ciro Immobile        | 1990. február 20. (35 éves)    | 55            | 15      | Lazio              |         |         |         |
| –             | CS      | Giacomo Raspadori    | 2000. február 18. (25 éves)    | 13            | 3       | Napoli             |         |         |         |
| –             | CS      | Manolo Gabbiadini    | 1991. november 26. (33 éves)   | 11            | 2       | Sampdoria          |         |         |         |
| –             | CS      | Gianluca Scamacca    | 1999. január 1. (26 éves)      | 7             | 0       | West Ham United    |         |         |         |
| –             | CS      | Vincenzo Grifo       | 1993. április 7. (32 éves)     | 6             | 2       | SC Freiburg        |         |         |         |
| –             | CS      | Wilfried Gnonto      | 2003. november 5. (21 éves)    | 4             | 1       | Leeds United       |         |         |         |
| –             | CS      | Matteo Cancellieri   | 2002. február 12. (23 éves)    | 1             | 0       | Lazio              |         |         |         |
| –             | CS      | Alessio Zerbin       | 1999. március 3. (26 éves)     | 1             | 0       | Napoli             |         |         |         |

## Válogatottsági rekordok
Az adatok 2021. március 31. állapotoknak felelnek meg.
- A még aktív játékosok félkövérrel vannak megjelölve.

### Legtöbbször pályára lépett játékosok

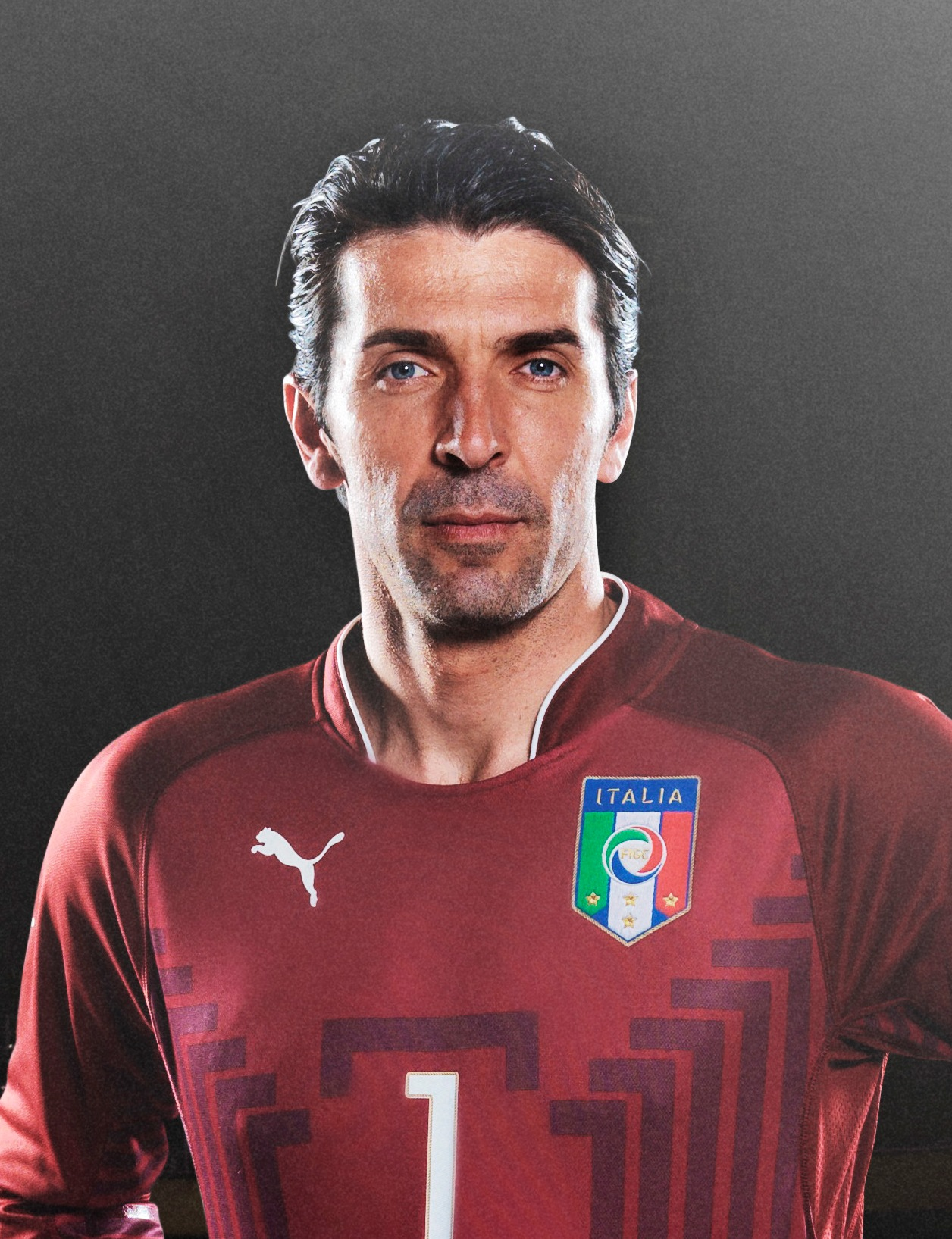
Gianluigi Buffon a válogatottsági rekorder 176 mérkőzéssel.

| #  | Játékos            | Időszak   | Vál. | Gól |
| -- | ------------------ | --------- | ---- | --- |
| 1  | Gianluigi Buffon   | 1997–2018 | 176  | 0   |
| 2  | Fabio Cannavaro    | 1997–2010 | 136  | 2   |
| 3  | Paolo Maldini      | 1988–2002 | 126  | 7   |
| 4  | Daniele De Rossi   | 2004–2017 | 117  | 21  |
| 5  | Andrea Pirlo       | 2002–2015 | 116  | 13  |
| 6  | Dino Zoff          | 1968–1983 | 112  | 0   |
| 7  | Giorgio Chiellini  | 2004–     | 106  | 8   |
| 8  | Leonardo Bonucci   | 2010–     | 101  | 7   |
| 9  | Gianluca Zambrotta | 1999–2010 | 98   | 2   |
| 10 | Giacinto Facchetti | 1963–1977 | 94   | 3   |

### Legtöbb gólt szerző játékosok

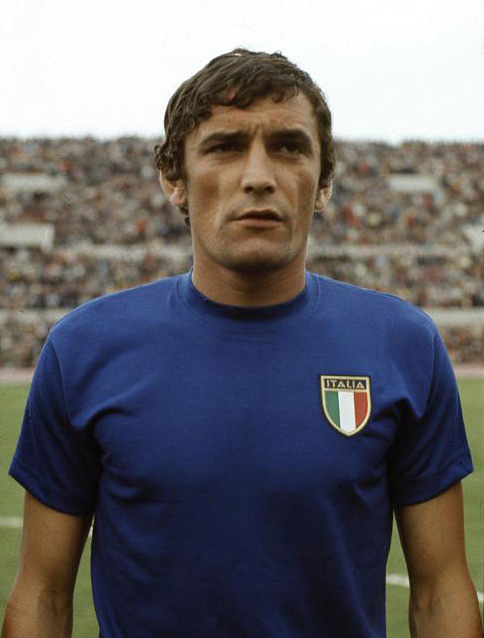
Luigi Riva 35 góllal az olasz válogatott legeredményesebb játékosa.

| # | Játékos              | Időszak   | Gól | Vál. | Átlag |
| - | -------------------- | --------- | --- | ---- | ----- |
| 1 | Luigi Riva           | 1965–1974 | 35  | 42   | 0.83  |
| 2 | Giuseppe Meazza      | 1930–1939 | 33  | 53   | 0.62  |
| 3 | Silvio Piola         | 1935–1952 | 30  | 34   | 0.88  |
| 4 | Roberto Baggio       | 1988–2004 | 27  | 56   | 0.48  |
| 4 | Alessandro Del Piero | 1995–2008 | 27  | 91   | 0.30  |
| 6 | Adolfo Baloncieri    | 1920–1930 | 25  | 47   | 0.53  |
| 6 | Filippo Inzaghi      | 1997–2007 | 25  | 57   | 0.44  |
| 6 | Alessandro Altobelli | 1980–1988 | 25  | 61   | 0.41  |
| 9 | Christian Vieri      | 1997–2005 | 23  | 49   | 0.47  |
| 9 | Francesco Graziani   | 1975–1983 | 23  | 64   | 0.36  |

### Ismertebb játékosok
| |  | | |
| - Alessandro Altobelli - Amedeo Amadei - Giancarlo Antognoni - Andrea Pirlo - Roberto Baggio - Franco Baresi - Romeo Benetti - Giuseppe Bergomi - Roberto Bettega - Amedeo Biavati - Roberto Boninsegna - Giampiero Boniperti - Gianluigi Buffon - Antonio Cabrini - Fabio Capello - Marco Materazzi - Franco Causio - Daniele De Rossi - Zizì Cevenini - Giorgio Chinaglia - Gianpiero Combi - Bruno Conti - Mario Corso - Alessandro Costacurta |  | - Alessandro Del Piero - Roberto Donadoni - Renzo De Vecchi - Giacinto Facchetti - Giovanni Ferrari - Guglielmo Gabetto - Claudio Gentile - Francesco Graziani - Giuseppe Giannini - Fabio Grosso - Felice Levratto - Ezio Loik - Paolo Maldini - Roberto Mancini - Virgilio Maroso - Sandro Mazzola - Valentino Mazzola - Giuseppe Meazza - Romeo Menti - Luisito Monti - Fabio Cannavaro | - Alessandro Nesta - Raimundo Orsi - Gabriele Oriali - Carlo Parola - Armando Picchi - Silvio Piola - Gennaro Gattuso - Paolo Pulici - Paolo Rossi - Filippo Inzaghi - Luigi Riva - Gianni Rivera - Claudio Sala - Salvatore Schillaci - Gaetano Scirea - Marco Tardelli - Francesco Totti - Gianluca Vialli - Fabrizio Ravanelli - Christian Vieri - Gianluca Zambrotta - Dino Zoff - Gianfranco Zola - Luca Toni |

## Szövetségi kapitányok
- Megbízott technikai csapat (1910–1912)
- Vittorio Pozzo (1912)
- Megbízott technikai csapat (1912–1924)
- Vittorio Pozzo (1924)
- Megbízott technikai csapat (1924–1925)
- Augusto Rangone (1925–1928)
- Carlo Carcano (1928–1929)
- Vittorio Pozzo (1929–1948) – 1. hely: 1934-es vb, 1936-os olimpia, 1938-as vb
- Ferruccio Novo (1949–1950) – mint megbízott technikai elnök
- Megbízott technikai csapat (1951)
- Carlino Beretta (1952–1953)
- Megbízott technikai csapat (1953–1959)
- Giuseppe Viani (1960)
- Giovanni Ferrari (1960–1961)
- Giovanni Ferrari and Paolo Mazza (1962)
- Edmondo Fabbri (1962–1966)
- Ferruccio Valcareggi és Helenio Herrera (1966–1967)
- Ferruccio Valcareggi (1967–1974) – 1. hely: 1968-as Eb, 2. hely: 1970-es vb
- Fulvio Bernardini (1974–1975)
- Enzo Bearzot (1975–1986) – 1. hely: 1982-es vb– 4. hely: 1978-as vb, 4. hely: 1980-as Eb
- Azeglio Vicini (1986–1991) – Elődöntő: 1988-as Eb, 3. hely: 1990-es vb
- Arrigo Sacchi (1991–1996) – 2. hely: 1994-es vb
- Cesare Maldini (1997–1998)
- Dino Zoff (1998–2000) – 2. hely: 2000-es Eb
- Giovanni Trapattoni (2000–2004)
- Marcello Lippi (2004–2006) – 1. hely: 2006-os vb
- Roberto Donadoni (2006–2008)
- Marcello Lippi (2008–2010)
- Cesare Prandelli (2010–2014) – 2. hely: 2012-es Eb
- Antonio Conte (2014–2016)
- Gian Piero Ventura (2016–2017)
- Luigi Di Biagio (2018)
- Roberto Mancini (2018–2023) – 1. hely: 2020-as EB
- Luciano Spalletti (2023–2025)
- Gennaro Gattuso (2025–)